# 警視庁・捜査一課長
『警視庁・捜査一課長』（けいしちょう・そうさいちかちょう）は、テレビ朝日系で断続的に放送されていた刑事ドラマシリーズである。主演は内藤剛志。
副題は「ヒラから成り上がった最強の刑事!」（ヒラからなりあがったさいきょうのけいじ!）。
本項での「第○作」は単発ドラマ、「S」はseason、「SP」はスペシャル、「S4」は2020を表す。

## 概要
通常の刑事ドラマでは脇役もしくは敵役になりがちな、捜査一課長にスポットを当てたドラマ。
警視庁管内の殺人・強盗・傷害等の凶悪犯罪の捜査を担当する刑事部捜査第一課のトップであり、ヒラ刑事から這い上がってきたノンキャリアの叩き上げが務める警察組織内でも特殊なポストで、400名以上の精鋭刑事を統率する。
2012年から「土曜ワイド劇場」で単発が2015年まで5作放送された。内藤は本作が「土曜ワイド劇場」初主演である。
単発版の好視聴率を受け、2016年4月14日から同局系「木曜ミステリー」（木曜 20時 - 20時54分）枠にて連続ドラマ版が放送された（後述の通り、初回は編成上は予定通り放送した扱いとはなるも、途中で報道特別番組に差し替えられた）。「木曜ミステリー」シリーズでは数少ない東京が舞台の作品であり、連続ドラマ版では、東京の名所の豆知識もストーリーに取り込んでいる。
「土曜ワイド劇場」での単発ドラマ時代から「木曜ミステリー」で連続ドラマになった初期の頃はシリアスで硬派な作風だったが、連続ドラマのシリーズが進むにつれてシリアスな路線よりコミカルな作風（コントや喜劇の様な）に変化しており初期の頃の雰囲気は殆ど薄れている。（登場人物のキャラ設定、何かをもじった役名、毎週番組冒頭の一課長への臨場要請のご遺体連絡など）。
連続ドラマ版の放送がない時期にも「日曜プライム」で不定期に単発スペシャルが放送されている。また、「木曜ミステリー」シリーズでは恒例のクロスオーバー企画として、『未解決の女 警視庁文書捜査官』に本作の登場人物がゲスト出演している。
2020年6月18日、「S4」がシリーズ史上初となる2クール（半年間）放送となることが発表された。
2022年4月より「season6」が放送開始。このシーズンをもって連続ドラマ版は完結した。

## 登場人物

### 警視庁捜査一課

#### 主人公
大岩純一（おおいわ じゅんいち）警視正〈56〉
演 - 内藤剛志（若き日：長村航希〈S2最終話〉）
経歴
→ 警視庁刑事部捜査第一課 運転担当刑事
→ 警視庁刑事部捜査第一課 刑事
→ 警視庁刑事部捜査第一課 係長
→ 警視庁青山警察署刑事課 課長
→ 警視庁秋葉原警察署 副署長
→ 警視庁刑事部機動捜査隊 副隊長
→ 警視庁刑事部捜査第一課 管理官
→ 警視庁刑事部捜査第一課 課長
本作品の主人公。警視庁捜査第一課長。鹿児島県出身。ノンキャリアで入庁し様々な現場を経験してきたたたき上げの刑事であり（警視正に昇進した際に同時に地方公務員から国家公務員たる特定地方警務官に身分が変わった）、“等身大のヒーロー”かつ“理想の上司”として描かれている。
約400名の捜査一課員を指揮し、常に複数設置されている捜査本部への的確な指示と共に、マスコミ対応にもあたる。そんな激務をこなす一方、捜査が行き詰った時は自ら現場に出向いて捜査に加わり、現場主義を貫く。部下を信頼し、よく労う他、犯人に対しても動機の質に関わらず、辛辣な批判で追い打ちをかけたりはせず、反省・再起を促す言葉を贈る人情味豊かな人物でもある。事件の遠因が自分にあった場合、笹川に辞表を提出することもあるなど、責任感も強く、これらの言行から、部下たちの厚い信頼をかちえている。また、運転担当の刑事に必ず名前や経歴をもじったあだ名を、一部の女性捜査員に対して『甘いもの』に纏わるあだ名を付けている。
20年前に一人娘の春菜（後述）を病気で亡くしており、月命日には必ず娘の好物だったカレーライスとプリンを食べる習慣がある。なお、大岩自身は事件捜査中で死に目を看取ることができなかった。
愛猫ビビとあずきを大切に飼っている。
「必ず、犯人（ホシ）を挙げる！」が決め台詞（企画段階では「挙げろ」と命令調だったのが、内藤の提案で変更された）。この台詞は「被害者とご遺族の無念を晴らすためにも」「被害者の無念を晴らすために」などと前置きされることもある。

#### 現場資料班
庶務担当管理官は現場資料班を束ね、事件発生と同時にいち早く現場に駆けつける。現場資料班の刑事は、一課長の懐刀として捜査情報の収集などにあたる。
平井真琴（ひらい まこと）警部補〈42〉
演 - 斉藤由貴（第1作 - S2 / S4 - ）（若き日：上野鈴華〈S5第4話〉）
経歴：八王子東署刑事（16年前）
→ 警視庁捜査一課現場資料班主任（第1作 - S2）
→ 警察庁出向（S3）
→ 警視庁捜査一課現場資料班主任（S4 - ）
大岩捜査一課長の初代の右腕。宮城県仙台市出身。実家は造り酒屋。
捜査の時に犯人逮捕の験担ぎとして大福を食べることから、大岩から「大福」、刑部と古代から「大福先輩」のあだ名で呼ばれている。
刑事としては有能ながら、捜査会議を欠席して捜査に向かったりと単独行動が多く、よく小山田に窘められていたが、必ず有益な情報を掴んでくる。
小山田を自分のペースに巻き込んだり、サラリと毒を吐き合うことは日常茶飯事である。また、勘が鋭く、大岩から「大福の勘は特別だ」と言われている。
S3からは警察庁へ出向を命じられ、大岩の元を離れたが、S4では捜査一課へ戻り再び大岩たちと共にする。
小山田大介（おやまだ だいすけ）警視〈54〉
演 - 金田明夫
警視庁捜査一課庶務担当管理官。東京都渋谷区出身。大岩からは「ヤマさん」と呼ばれる。捜査に関わる重要な証拠を見つけ出すことに長けており、「見つけのヤマさん」の異名を持つ。
規律を逸脱した行動を取りがちだった運転担当時代の天笠や刑部、単独行動が多くかつ口の悪い平井や、言動に癖のある萌奈佳たちを窘める役回りだが、その一方で彼らの意見にも耳を傾けており、単なる石頭にとどまらない度量もそなえた大岩の良き側近。後のシリーズから大岩の運転手となるブランクには寛容な態度を取っておりブランクの容れたお茶を飲みながら平井らとおやつタイムしながら一緒に捜査の考察などするシーンが見られる。妻には弱いいわゆる恐妻家である。

#### 歴代の捜査一課長付運転担当刑事
捜査一課長には専用の公用車（覆面パトカー）が与えられており、事件現場に急行する際や捜査に出向く際は必ず公用車に乗ることになっている。配下から1名、専属運転手が出される。大岩も捜査一課に配属された当初は運転担当刑事からスタートした。
天笠一馬（あまがさ かずま）巡査部長〈28〉
演 - 鈴木裕樹
経歴：警視庁捜査一課長公用車運転担当刑事（第1作 - S1）
→ 警視庁捜査一課刑事（S2 - ）
大岩の捜査一課長公用車の初代運転担当刑事（S1まで）。既婚者。新潟県出身。「刑事」という肩書ではあるものの現場での捜査は許されておらず、度々小山田から叱責され、「まあいいじゃないか」と大岩が間に入ることも多かった。
連ドラ版に入って以降、大岩の「空いている時間は有効に使え」との指示に従い、現状検証などで手が空いた際に有効な情報を集めていた。
小山田は叱責しつつも誉めており、本人も浮かれるシーンがある。
S2から一課長付の運転担当を卒業し、晴れて捜査一課刑事として捜査に走り回るようになった。
S3でも引き続き刑事として捜査に走り回っていたが、現運転担当である奥野が負傷して抜けた際には小山田の指示で一時的に大岩の運転担当を務めた。運転担当刑事のなかでは唯一あだ名がなく終始「天笠」と呼ばれている。
高校生の時に変なポエムを書いていた｡
刑部公平（ぎょうぶ こうへい）巡査部長
演 - 田中圭（S2）
経歴：警視庁捜査一課捜査一課長公用車運転担当刑事（S2）
→ 他部署へ異動（S3）
大岩の捜査一課長公用車の二代目運転担当刑事。東京都出身。
大岩には名字からくるあだ名「ケイブ」で呼ばれる。婚約者がおり、結婚式の日取りも決まっていた。流行りモノに関する知識に長けており、独自の目線で捜査に参加するが、勝手な捜査をするたびに小山田から叱責されてしまうことが多かった。
事件を捜査中に犯人に刺されて重傷を負ってしまうが、後に職場復帰を果たす。
S3からは、運転担当を卒業し、違う部署へ異動した。
奥野親道（おくの ちかみち）警部補
演 - 塙宣之（ナイツ）（S3 - ）
経歴：警視庁捜査一課（10年前）
→ 警視庁の内勤
→ 警視庁捜査一課長公用車運転担当刑事（S3 - ）
大岩の捜査一課長公用車の三代目運転担当刑事。佐賀県出身。好きな色はピンク。
元々は10年前に捜査一課に所属していたが、妻ミチコの病死後、娘の子育てのためしばらく内勤に異動し、娘灯里が無事成人したため、再び捜査一課に戻り運転手から始めることになった。主夫経験で得た生活の知恵や女子力を武器に、事件捜査に奔走する。捜査の現場から離れていたことにちなみ、大岩からは「ブランク」というあだ名で呼ばれている。大岩の側近として一課長の苦悩や本音を唯一聞くことができる存在でもある。
大岩が乗る際は足元にマットを敷き、公用車には娘との家族写真を、後部座席にはコーヒーと冷茶の入った水筒とお菓子を置いている。
時折後述のセルフブランディングルームで大岩らが事件について会話するが、その時はエプロンを掛け、お茶を用意する。
大岩に同行した際に事件の犯人に殺されそうになった人物を庇って刺され、重傷を負って意識不明に陥ったが、娘に持たされたお守りのおかげで深く刺されなかったために大事には至らず、一命を取り留めた後はすぐに職場復帰を果たす。
妻を亡くしてから心に大きな穴が開いたために感情が顔に出なくなり、言葉も抑揚をなくして棒のようになっている。

#### レギュラー刑事
野口秋代〈46〉
演 - 未來貴子（第1作 - SP5 / SP7）
警視庁捜査一課の管理官で階級は警視。捜査一課でも稀な女性幹部。黒もしくは白の服装が多い。
出番は、大抵第二の事件が起こってから。
捜査会議の際には敬語を使って議事を進行する。
中根穂高〈44〉
演 - 池田政典（第1作 - S2）
警視庁捜査一課で階級は警部。4係の係長を務める。捜査会議では、仕切ることもあれば、天笠のように捜査員側につくこともある。
S3以降の動向は不明。
田端力
演 - 矢柴俊博（S2）
警視庁捜査一課の管理官で階級は警視。捜査会議の進行の際、手に白いハンカチを持ったまま会議を進める。
また、野口や板木と違い、敬語を使わずに会議を取り仕切る。自ら捜査に出向くことはなく、捜査本部で状況の報告や確認を担当している。
井上孝介
演 - 菊池隆志
経歴：成城学中央警察署（第1作）
→ 警視庁捜査一課5係（第2作）
→ 羽田警察署（第3作）
→ 警視庁捜査一課4係（第4作 - ）
天笠と共に捜査で出向くことが多いが、ほとんどの報告を天笠が伝えるため、自ら報告することが少なく、事件現場でも喋ることがあまりない。
ヒモだった事がある。
板木望子（いたき もちこ）
演 - 陽月華（S3 - ）
野口の後任。
警視庁捜査一課の管理官。階級は警視。採用形態は明らかではないが、若くして警視になっていることから、キャリアか準キャリアと思われる。
捜査会議では主として小山田とともに進行役を務める。
自分を追い込むことが好きで、時に無茶な命令をされることを好む（曰く「ドM」）。多くの女性捜査員が大岩からあだ名をもらっているのに対し、理由は不明だが、あだ名をもらっていない。
前任の野口と同様、捜査会議の際には敬語を使って議事を進行していたが、ときに命令口調が見られる。
コスプレをしていたことがある｡

#### 複数回出演した捜査一課刑事
貝瀬猛警部〈45〉
演 - 木村栄（第1作・第2作）
警視庁捜査一課5係長。
塚本岳
演 - 山内としお（第4作 / S1第6話）
警視庁捜査一課8係長。
高地真介
演 - 戸谷公人（第4作 / S1第6話）
警視庁捜査一課8係刑事。
武田弘道
演 - 新田純一（第5作 / S1第5話・最終話）
警視庁捜査一課3係長。
島村靖
演 - 柴木丈瑠（第5作 / S1第5話）
警視庁捜査一課3係刑事。
北原洋一
演 - 渋谷哲平（S1第2話・最終話）
警視庁捜査一課6係長。
斉田満
演 - 中村繁之（S1第7話・最終話）
警視庁捜査一課1係長。
飯田泰人
演 - 前田耕陽（S1第9話・最終話）
警視庁捜査一課12係長。
山根健介
演 - 駒木根隆介（S1第9話・最終話）
警視庁捜査一課12係刑事。
川崎拓真
演 - 陣内将（S1第3話・最終話）
経歴：警視庁捜査一課10係刑事（S1第3話）
→ 警視庁捜査一課3係刑事（S1最終話）
中田一郎
演 - 石井テルユキ（S1第4話・最終話）
経歴：警視庁捜査一課5係刑事（S1第4話）
→ 警視庁捜査一課1係刑事（S1最終話）

### 警視庁鑑識課
沢村結衣警視
演 - 鮎川まゆ美（第4作・第5作）
警視庁鑑識課長。
武藤広樹（むとう ひろき）警部補
演 - 矢野浩二（S1 - S4）
警視庁鑑識課主任。ほぼ毎回、遺体発見現場で遺留品等に関連したうんちくを披露するが、他の台詞に遮られる。
古代学（こだい まなぶ）
演 - 飯島寛騎（S5 - ）
警視庁鑑識課。私立美し杉高校出身。ジェネレーションギャップを埋めるため、すぐ検索するのが癖になっている。

### 警視庁広報課
谷中萌奈佳（やなか もなか）警部補
演 - 安達祐実（S3）
警視庁広報課セルフブランディングルーム室長。後述の養父、明彦が関わった事件解決後、大岩の命により、捜査一課現場資料班と兼務となって捜査最前線で走り回ることになる。
大岩の警察学校時代の同期の故・谷中明彦の養女にあたる。そのため大岩からは下の名前（実質、これがあだ名となる）で呼ばれる。
幼少期は、柔道の国民的スターとして活躍したが、結局メダルには手が届かず、世間の期待に応えきれないまま現役を引退。
引退後は、養父の死の真相を暴くため、警察官となり、警視庁広報課に配属。広報課内に新設されたセルフブランディングルーム室長（同室所属員は彼女一人であり、室長といっても部下はいない）に就任して、現役時代からの知名度も生かす形で警察の広報活動に従事していた。
その経歴から、挫折や人生経験は人一倍豊富で、そこから人間の本質を見抜く力を自然と蓄えてきた稀有な存在であり、大岩の新たな右腕となる。捜査活動では小山田と組むことが多く、小山田からは「谷中」、同格で年長の奥野からは「萌奈佳ちゃん」と呼ばれる。また、事件の容疑者や関係者から名前と顔を覚えられたり、捜査中にファンから声を掛けられるなど、知名度がかなり高かった事が窺える。
SP1は広報課の仕事でロンドンの警察セレモニーに出ていて不在。SP2以降の動向は不明。

### 刑事部長
笹川健志（ささがわ たけし）警視監〈52〉
演 - 本田博太郎
警視庁刑事部長。基本は大岩を頼りにしており、捜査に行き詰ると「難航しているようだね……。大岩純一捜査一課長」と言って叱咤激励したり、また、捜査のヒントを伝える。事件が解決すると決まって「ベリーグッドです」と口癖のように大岩を褒め称えている。
結婚して30年の妻がいる。かつては警視庁全国剣道大会で準優勝した腕前。
大岩と同じく鹿児島県出身。

### 警察署
本淵陽（ほんぶち よう）巡査部長
演 - 西田健（S2第8話 / S3最終話スペシャル / SP3 / S6最終話）
経歴：浅草中央署地域課佐伯町交番（S2第8話 / S3最終話）
→ 練馬中央署地域課佐伯駅前交番（SP3）
パトロール中に会った出前中のラーメン店店員に相談を受け、店員が指定された場所で遺体を発見、現場の裏口から走り去る女性を目撃した。
谷中明彦とも知り合いであり萌奈佳の自宅での証拠の捜索に協力している。
オリバー・スミスの紛失したカメラの捜索に協力してる。
何故か小山田や板木に不審な目で見つめられる。
役名は本部長のシャレ。「佐伯町交番」、「佐伯駅前交番」と佐伯が使われていることも、同じテレ朝・東映制作の「科捜研の女」で京都府警察本部長たる「佐伯志信（さえきしのぶ）」を演じていることから。
谷中明彦
演 - 中村梅雀（S3第1話・最終話）
経歴：池袋中央警察署刑事課（34年前）
→ 渋谷中央警察署刑事課（18年前）
萌奈佳の養父。元警部補。大岩の警察学校の同期。組織のルールから外れ、常に単独捜査が多かった為に上司からは睨まれていたものの、一方では親しみやすく、人情も厚かった為、大岩を始めとした一部の警察官からは信頼され、また遺族の心に寄り添って心を開かせるなど、良き刑事としての優しさも併せ持っていた。18年前、ある人物の依頼で独自にある調査を行っていたが、調査の内容に関わっていた犯人の村沢利朗によって口封じの為に転落事故に見せ掛けられて殺害される。
また、34年前には、ある会社社長が殺された事件を担当し、当時指名手配された人物が犯人でないと否定した上で独自に別の観点から事件を追い、重要な証拠品は見つけたものの、当時詳しい鑑定が出来ない時代もあって犯人を捕まえるのを断念し、代わりにいつか鑑定が進歩する時においての解決を願って証拠品を大事に保管した。
谷保健作
演 - 土屋伸之（ナイツ）（S3第8話 / SP3 / SP8 / S4最終話 / S5第6話 / S6第4話・最終話）
経歴：亀戸警察署刑事課（S3第8話）
→ 警視庁サイバー事件対策室（SP3 - ）
親道の同期。親道曰くネット検索のエキスパート。発言する際に「谷保の検索によれば」と言う。
高井智代子警視（当初は警部）
演 - 宮崎美子（SP1 / SP3 / SP7）
経歴：巣鴨中央警察署刑事課長（SP1）
→ 羽田中央警察署（SP3）
→ 警視庁捜査一課管理官（SP7）
あだ名は「チョコ」。10人兄弟の6番目三女。捜査に必要な情報を兄弟や親族などから得たりする。
兄弟の生まれた順と職業は、1 長男は医師、2 長女は教師、3 次男は弁護士、4 三男は査察官、5 次女は保育士、6 三女（智代子）は警察官、7 四男はバッグ販売員、8 四女は新聞記者、9 五女は栄養士、10 五男はホームセンター社長。
甥である次男の長男は板前で、同じく三男の長男の彼女が今森輝夫と同じ出版社で勤務していた。
運野和菓子警部補
演 - 壇蜜（SP4 - SP5）
隅田川警察署刑事課強行犯係長。1984年3月12日生まれ、血液型はA型。あだ名は「ワガシ」。
10年前に婚約者の矢的大吉と大江戸神社にいたとき指名手配中の強盗犯・田野倉義之を見つける。応援を待たずに尾行するが途中で気づかれ刃物で襲われる。矢的が助けに来るが矢的は田野倉に刃物で刺され死亡する。

### 警察庁
白馬應治（はくば おうじ）理事官
演 - 石井一彰（SP6 / S4第13話 / S6最終話）
警察庁刑事局捜査第一課 理事官。警察庁長官の御曹司で、若き超エリート警察官僚。『白馬の王子様』と呼ばれているが、人前でその呼び方をされるのを嫌がっている。尊大な態度で、上から目線な物言いをすることの多いクセの強い人物。
笹川刑事部長が白馬の姉の名前をハムスターの名前と間違えたことで叱責するが、笹川がおどけた態度をとっているのは部下がミスを恐れずしっかり働けるように雰囲気作りをしているからであることに気付いており、「本当に頭が下がります」と語っている。また、大岩と「刑事のコンビ愛」について話をしている。
S6最終話では、大岩の長年の功績を認めているものの、「何事も長く続くと弊害が出てくるもの」として大岩の進退を暗に促している。

### 警察関係者の親族
大岩小春（おおいわ こはる）〈45〉
演 - 床嶋佳子
大岩の妻。重責を担う夫を支える良き妻。碑文谷の公舎で大岩と愛猫ビビとあずきと暮らしている。大岩が帰宅したときに一人娘の春菜との思い出や愛猫ビビとあずきの様子をよく話していて、その会話が事件解決のヒントとなることがある。
大岩春菜（おおいわ はるな）
演 - 本田望結（第1作・第2作）、安藤千織（第3作 - ）、武石桜華（S5第1話）、谷地美音（S5最終話）
大岩家の長女で、大岩夫妻の一人娘。20年前に病で危篤状態になり、その後死去した。その時の大岩は事件捜査中のため、死に目を看取れなかった。戒名は「雲花春日童女」。
ビビ
演 - 黒豆
大岩家の愛猫。S4時点で8歳のオス（演じている黒豆はメス猫である）。保護ねこサークルに出向いた大岩夫妻に家族として迎えられた。（第1作では春菜が亡くなった年に家に迷い込んできた猫だと大岩が語っている）近所の猫のネネのことが好き。近所の猫のピピとは仲良し。大岩が帰宅した際に見せる仕草が事件解決のヒントになることも多々ある。キャットフードに強いこだわりがあるゆえ、小春の手料理には見向きもしない。小春が他の猫がいるところに行った帰りに拗ねたり手を引っ掻いたりするなど嫉妬深い一面も見られる。
あずき
演 - 豆太郎（S6 - ）
大岩家の愛猫。S6より大岩家の家族の一員に加わった。「あずき(小豆)」という役名は番組公式ツイッターの視聴者投票により決定した。
奥野ミチコ
演 - 幸田直子（S3第1話）、清水ミチコ（S6第4話）
奥野親道の亡妻。10年前病死。
奥野灯里
演 - 阪根有沙（S3第1話）（赤ん坊：田中花凜〈S3第1話〉 / 小学生：新野杏樹〈S3第1話〉）
奥野親道の娘。高校生。

### その他
新野はるな
演 - 新谷ゆづみ（S6第1話・第2話・第5話・最終話）（幼少期：阿部久令亜〈S6第1話・第2話〉）
大岩がかつて取り調べをした新野美春の娘。異次元コミュニケーションズのコールセンターでアルバイトをしていた。事件解決後、異次元コミュニケーションズを退職。恋人である鳴尾勇志と共に何者かに拉致されるも自力で脱出した。
鳴尾勇志
演 -  平井亜門（S6第1話・第2話・第5話・最終話）
ITベンチャージショー 社長。新野はるなの恋人。事件解決後、はるなと共に何者かに拉致されるも自力で脱出した。

### 特別出演
矢代朋巡査部長
演 - 波瑠（S3第2話・第9話 / SP3 / S4第15話）
警視庁捜査一課特命捜査対策室第6係。
古賀清成警視
演 - 沢村一樹（S3第7話）
警視庁捜査一課特命捜査対策室室長。
財津喜延警部
演 - 高田純次（S3第9話）
警視庁捜査一課特命捜査対策室第6係の係長。
菅沼まゆ
演 - 菜々緒（S4第7話）
KICKSガード身辺警護課員。警備計画書を提出するため、警視庁警備部に向かう途中の廊下で大岩と奥野に会う。
沢口正太郎
演 - 間宮祥太朗（S4第7話）
KICKSガード身辺警護課員。菅沼とともに警視庁警備部に向かう。
土門薫
演 - 内藤剛志（S6最終話）
京都府警捜査一課の刑事。階級は警部補。部下の蒲原と共に東京で事件の捜査中に小春と遭遇し、聞き込みを行う。大岩とそっくりな顔をしているため（二役）、小春に驚かれる。自らを「刑事顔とか、全身刑事とか言われるんです」と評している。
蒲原勇樹
演 - 石井一彰（S6最終話）
京都府警捜査一課の若手刑事。土門の部下で、階級は巡査部長。警察庁の白馬應治理事官に顔が似ている（二役）。もしかしたら自分たちは東京に住んでいても刑事として駆けずり回っていたのではないかと思いを馳せている。

### ゲスト
第1作 - 第5作 / season1 / season2 / season3 / スペシャル1 - 8 / 2020 / season5 / season6 / スペシャル9 - 10
凡例：★ - 冒頭の第一被害者〈死亡、傷害、誘拐など〉

#### 第1作 - 第5作（2012年 - 2015年）
第1作「主婦たちの4億円強奪トリック 血液型を自在に変える少女!?」（2012年）
- 杉森知美（杉森の妻） - 渡辺梓
- 竹川麻子（竹川の妻） - 北原佐和子
- 須崎道彦（警視庁捜査一課 管理官・警視） - 篠塚勝
- 竹川由衣（竹川と麻子の娘） - 朝倉あき
- 友部達也（警視庁捜査一課 管理官・警視） - 手塚秀彰
- 阿部勝己（警視庁捜査一課 管理官・警視） - 杉山幸晴
- 林田（刑事課長） - 大月秀幸
- 鑑識課長 - 加藤満
- 機動捜査隊長 - 五森大輔
- 小林早紀〈38〉（墨田区の主婦） - 秦由香里 ★
- 佐久間友和（16年前の強盗事件の犯人） - 藤岡太郎
- 杉森真梨子（16年前に誘拐された娘） - 栗本有規
- 永田伸幸（成城での連続放火の犯人） - 小野寺拓海
- 絵画コンクールの責任者 - 森富士夫
- 安岡健二（科学捜査研究所 研究員） - 坂口進也
- 竹川栄二（竹川成城不動産 社長） - 浜近高徳
- 杉森陽一（16年前の強盗事件の犯人・故人） - 平野貴大
- 警視庁捜査一課 刑事 - 松村曜生
- 記者 - 金時むすこ
- 小林和男（早紀の夫） - 徳建人
- 番記者 - 安河内理恵
- 野口雅弘、加島潤、おぎのきみ子、岡野友信、寒河井譲

第2作「殺意の誕生日！手編みのブローチが死を招く!! 火に包まれても燃えない女の謎」（2013年）
- 高近瑤子（義英の後妻・樹里の継母） - 高橋ひとみ
- 高近義英（サイオンデザイン 専務） - 梨本謙次郎
- 高近樹里（義英の娘） - 小野真弓
- 西園寺和則（サイオンデザイン 前社長・8年前失踪） - 山本紀彦
- 黒木政也（ジャーナリスト） - 若林久弥
- 猪巻啓一郎（警視庁伊豆大島町警察署 署長） - 山上賢治
- 白石佳澄（ホステス・デザイナー志望） - 桜川博子 ★
- 大塚（お台場第3埠頭の巡査） - 松本勝
- 宝飾店の女性店員 - 上村愛香
- 愛海（一日警察署長） - 鈴木和歌奈
- 鑑識 - 鮎河圭吾
- 三島恵子（火事目撃者） - 白樺真澄
- ホステス - 相川由里
- 西園寺幸恵（西園寺和則の娘・サイオンデザイン 現社長） - 秋本奈緒美
- 廣田瑞季（サイオンデザイン 企画室社員） - 中島ひろ子（幼少期：古舘玖優）

第3作「結婚前夜に新郎新婦が殺人!? 白骨が愛した美女9600人とルビーの謎!!」（2014年）
- 稲葉由香利（キッチンドリームの派遣社員） - 宮本真希
- 田島三津子（「フローリストMITSUKO」店長） - 中原果南
- 松島明（キッチンドリーム 常務） - 太川陽介
- 篠崎善信（キッチンドリーム 社員・由香利の婚約者） - 須賀貴匡
- 上原元治（立川中央警察署 刑事・大岩と同期） - モロ師岡
- 阿部祥平（奥多摩銀行 元行員・6年前殺人事件で指名手配されている） - 松本実
- 遠藤桃花〈24〉（キッチンドリーム 開発部社員・遠藤社長の娘） - 菅原禄弥 ★
- 鳥居千尋（資産家・阿部が殺したとされる老人） - 久松夕子
- 里美（花屋の客） - 比佐廉
- 真弓（キッチンドリーム 社員） - 尾畑美依奈
- 沙織（キッチンドリーム 社員） - 黒崎照
- 遠藤幸夫（キッチンドリーム 社長） - 中丸新将
- 蝶野里沙（キッチンドリーム 秘書） - 筒井真理子

第4作「夫に1億円の保険をかけた2人の美人妻!! カレーとタマネギのアリバイトリック」（2015年）
- 水嶋沙織（サンシャイン東京保険 社員・元ホステス・高科幸一の前妻） - 星野真里
- 佐々木美樹（三村フロンティア商事 秘書・結城の元妻） - 大河内奈々子
- 高科彩香（幸一の後妻） - 西尾まり
- 三村洋司（三村フロンティア商事 社長） - 相島一之
- 井川和行（宝石強盗犯） - 有薗芳記
- 大江智恵子（スナックのママ） - 一柳みる
- 高科幸一〈40〉（印刷会社社員） - 草薙仁 ★
- 高科果歩（幸一の娘・沙織の実子） - 甲斐恵美利
- 結城稔（元財務省官僚・故人） - 安藤彰則
- 今井（巡査） - 松本勝
- アナウンサー - 四家秀治
- 安井尚子（社員） - 井上あかね
- 刑事 - 中神一保
- 受付嬢 - 齊藤麻衣
- 島田拓也（ヤミ金の借金取り） - 酒井千寿
- 宮城夏子（乃里美容室の美容師） - はるな愛
- 佐々木静子（美樹の母） - 赤座美代子

第5作「美人容疑者が刑事と偽装結婚!? お洒落に散歩する死体の謎 晴天なのに雨傘を持つ母娘のアリバイトリック」（2015年）
- 水越絹香（ケーキ店「ショコラ・シック」店員・東条克典の元弟子・克典殺害の容疑者） - 黒谷友香
- 水越和行（絹香の現夫・工事現場作業員・元警視庁捜査一課 刑事） - デビット伊東
- 河原茂樹（「日生交通」タクシードライバー・絹香の元交際相手） - 宮川一朗太
- 宇佐美祐介（モデル・沙知絵の恋人） - 竹財輝之助
- 東条沙知絵（アパレルメーカー「サードシーズン」社長秘書・東条克典の娘） - 岩田さゆり ★
- 水越奈々（小学生・絹香の娘） - 矢崎由紗
- 中津川たんぽぽ（「神外町学童クラブ」の先生） - 小林きな子
- 藤田康子（ケーキ店「ショコラ・シック」店長） - 松岡由美
- 川上恭子（雑貨店「Dimple」店主） - 大島蓉子
- 川端道雄（目撃者） - 南原健朗
- 木本克代（雑貨店「Dimple」常連客・スナックのママ） - 三谷悦代
- 警察官 - 新虎幸明、宇賀神亮介
- 看護師 - 中川可菜
- 記者 - 長澤佑香
- 志村尚美（アパレルメーカー「サードシーズン」社長・東条克典の元一番弟子） - 有森也実
- 東条克典（有名服飾デザイナー・2年前何者かに刺殺される） - 金山一彦
- 氏家恵、安田香太郎、須田理央

#### season1（2016年）
第1話「終着駅同時殺人!? 捜査範囲は路線全駅!! セレブ妻vs680円のブラウス女、サバ塩焼きのアリバイトリック」
- 田代万智子（田代の妻） - 賀来千香子
- 田代和行（日本橋メタル機械 人事部長） - 石橋保
- 景山史朗（秋ノ津食堂 主人・日本橋メタル機械 元社員） - 岡田浩暉
- 西村玲子（ブティック康代 フロアマネジャー） - 大塚千弘
- 葉山康代（ブティック康代 社長・「勝島 三遺体遺棄事件」被害者） - 山口香緒里 ★
- 川本綾子（KM土地開発 社長・「勝島 三遺体遺棄事件」被害者） - 大寶智子 ★
- 伊坂茂雄（強盗事件で手配中の男・「勝島 三遺体遺棄事件」被害者） - 内野智 ★
- 立花宏（刑事） - 田中啓三
- 宮島裕之（刑事） - 清水一希
- 葉山義明（康代の夫・事件の被害者） - ノモガクジ
- 川本浩平（綾子の夫・故人） - 奈良坂篤
- 黒島文彦（日本橋メタル機械 社員） - 中津川朋広
- 客 - 竹本純平
- 宮本奈緒子（ブティック「Terrazza」店員） - 松田るか
- 早野仁美（KM土地開発 社員） - 佐々木もよこ
- 小杉奈々（菜の花レンタカー品川店 店員） - 筒井萌子
- アナウンサー - 小森郁子
- 海老沢良之（秋ノ津食堂 常連客） - 蛭子能収
- 村上雄司（警視庁捜査一課 七係長） - 野村宏伸
- 景山静香（秋ノ津食堂 女将・景山の妻） - 榊原郁恵

第2話「殺す相手を間違えた女!? 高尾山〜新宿50キロ瞬間移動トリック!!」
- 三村菜実子（美食開発 営業部長） - 矢田亜希子（高校生：山田あみ）
- 秋野芳美（美食開発 社長・「新宿会社社長殺人事件」被害者） - 石橋けい ★
- 澤井弘一（美食開発 顧問弁護士・芳美の恋人） - 神尾佑（高校生：安藤稜浩）
- 戸辺茂典（飲食店経営・前科者） - 浜田学
- 春日井春子（「春日井春子 家庭の食堂」元店主・故人） - 一柳みる
- 船井翔子（美食開発 前社長の愛人） - 伊藤久美子
- 吉岡康穂（ハイキングの女性） - 高橋珠美子
- 西嶋幸代（ハイキングの女性） - 中條サエ子

第3話「誰かが誘拐された!? 空飛ぶ3000万円と伸縮する東京タワーの謎」
- 牧野由梨（介護センター「山のこころ」職員・世田谷区立空ノ辺小学校 元教師） - 大路恵美
- 滝沢達生（下北台工務店 社員・由梨の元夫・窃盗の前科者） - 林泰文
- 広田智弘（警視庁捜査一課 10係長） - 天宮良
- 山下美香子（下北台工務店 社員） - 桜田聖子
- 萩原義明（身代金の運び屋） - 黒石高大 ★
- 牧野奈々（世田谷区立下北台中学校 生徒・由梨と滝沢の娘） - 大渕野々花
- 島岡文子（島岡の妻） - わかばかなめ
- 五十嵐（五十嵐の妻） - 有希九美
- 相場江利子（世田谷区立下北台中学校 教師） - 太田美恵
- 中川夏美（下北台工務店 社員） - 片瀬直
- 島岡直樹（下北台工務店の顧客） - 鈴木豊
- 五十嵐良平（下北台工務店 社長） - 小野了

第4話「潮干狩り中の留守宅殺人!? 神津島から180キロ移動した死体の謎」
- 高井美佐（和彦の妻・元モデル） - 遊井亮子
- 高井和彦（「数寄屋橋宝飾 銀座店」営業部 社員） - 池内万作
- 白木竜也（バー「Red of Red」のバーテン・窃盗の前科者） - 松田賢二 ★
- 古賀めぐみ（「数寄屋橋宝飾 銀座店」宣伝部長） - 原久美子
- 水島幸一（「数寄屋橋宝飾 銀座店」営業部長） - 潟山セイキ
- 竹村理恵（「数寄屋橋宝飾 銀座店」営業部 社員） - 阿南敦子
- 木下樹一（「数寄屋橋宝飾 銀座店」営業部 社員） - 井上雄太
- 高井蒼太（和彦と美佐の息子） - 大山蓮斗
- 池内里子 - 江川泰子
- 神崎恭子（高井家の近所の主婦） - おぐちえりこ
- タクシードライバー - 浦崎宏
- 三浦文雄（警視庁捜査一課 5係長） - 井上高志

第5話「妻が空から降ってきた!? 殺害場所のない死体とワンピースの謎」
- 土井由紀子（YDリフォーム 店主） - 中山忍
- 黒沢玲香（ファッションブランド「KRmode」社長兼デザイナー） - 舟木幸 ★
- 黒沢克夫（「KRmode」役員・玲香の夫） - 大浦龍宇一
- 遠藤あかね（「KRmode」デザイナー） - 寺田千穂
- 寺西智也（トラック運転手） - 草野康太
- 葉梨好子（「KRmode」社員） - 鈴木麻衣花
- 土井俊介（由紀子の夫・故人） - 吉澤宙彦
- 井田天子（第一発見者） - 石崎なつみ

第6話「虹色に輝く死体!? 美人妻に裏の顔…1500万円強奪トリック!!」
- 秋本恵利香（出張ネイリスト・守の妻） - 若村麻由美
- 秋本守（公平の弟） - 山中聡
- 秋本公平（メトロポリス不動産 管理部長） - 井田國彦
- 梅田三津子（Bar「黒蜜」経営者・元出張ネイルサロン経営者・前科3犯） - 大家由祐子
- 沢木陽介（メトロポリス不動産 社員） - 水澤紳吾
- 秋本敏子（公平と守の母） - 福井裕子（若き日：柳下季里）
- 宮下薫（羽田ピュア印刷 社長） - 坂井香奈美 ★
- 寺崎聖子（メトロポリス不動産 社員） - 川辺優紀子
- 神田川中央病院 看護師 - 羽村純子
- 花屋 - 緒方有里沙
- 消防士 - 日下有
- 東関東銀行 行員 - 黒崎あやか

第7話「遺産100億円の富豪殺人!! アリバイ作りにもう一人殺した女!?」
- 西崎波留美（屋敷家の通いの家政婦・偽名「石田夏子」） - 洞口依子
- 臼井直人（セニョール法律事務所 弁護士・屋敷ゴールデン物産 顧問弁護士） - 羽場裕一
- 多田野民夫（フリーライター） - 湯江健幸
- 屋敷和歌子（屋敷の後妻） - 三輪ひとみ
- 千葉群真（警視庁捜査一課 1係刑事） - 戸塚純貴
- 屋敷博史（屋敷ゴールデン物産 社長） - 坂口進也 ★
- 西崎省三（波留美の夫・西崎省三工業 元社長・故人） - 山本直輝
- 百合子（警視庁科学捜査研究所 研究員） - 佐藤智美
- 警視庁隅田川警察署 門番 - 榎本桜

第8話「死を呼ぶ結婚招待状〜代理出席を頼んで殺した花嫁の父!?」
- 田嶋洋（高田橋金属加工 社員・桜の義父） - 渡辺徹
- 田嶋桜（新婦） - 石川梨華（5歳：吉澤梨里花）
- 田嶋奈津子（桜の実母・洋の妻） - 古村比呂
- 本間康治郎（面影橋軽金属 社長） - 吉満寛人
- 河村智樹（新郎・面影橋軽金属 社員・パープルファウンド物流の御曹司） - 渋江譲二
- 藤井貴明（警視庁捜査一課 11係長） - ひかる一平
- 出宮孝司（警視庁捜査一課 11係刑事） - 岩永洋昭
- 猪狩満（ルニナン不動産 契約社員・傷害致死の前科者） - 吉野正弘 ★
- 遠山宣子（結婚式の出席者） - 所里沙子
- 光野隆行（結婚式の出席者） - 川本成
- 氷川慎吾（元会社員・故人） - 手塚祐介
- 結婚式場「Chapelle of Brillant」従業員 - 結喜
- 岡野治美（派遣会社「ワークアクセス」社長） - 野村真美

第9話「夫を殺された女医が復讐…犯人を蘇生して2度殺す心臓手術!?」
- 安西加奈子（吉祥寺総合病院 心臓外科部長・安西の妻） - 紺野まひる
- 宮下勝（「東京・町の法律事務者」弁護士・安西の大学の先輩） - 村杉蝉之介
- 宮下みゆき（「東京・町の法律事務者」事務員・宮下の妻） - 春木みさよ
- 北村雄三（傷害の前科者） - 児玉貴志
- 安西健一（夕凪信用金庫吉祥寺支店 営業マン・「吉祥寺連続放火殺人事件」容疑者） - 山崎画大 ★
- 田中宏幸（警視庁捜査一課 12係刑事） - 石黒光
- 山崎雅代（吉祥寺総合病院 看護師） - 中井理恵
- 林田美雪（ホステス・北村の元恋人） - 木下智恵
- 木村圭太（美雪の同棲相手） - 三浦英
- 山口直也（連続放火犯） - 益田恭平
- 森塚勇（資産家・安西の顧客） - 松田章
- 吉祥寺総合病院 院長 - 国枝量平
- 森塚家の近所の住人 - 成瀬優和

第10話「最終章！殺人事件の凶器をネットオークションに出品する女!?」
- 原美和子（スーパーのパート） - 笛木優子
- 桐野朗（KAコンサルティング 社長） - 比留間由哲
- 川瀬千佳（KAコンサルティング 秘書） - 三津谷葉子
- 斉場栄子（警視庁サイバー犯罪対策課） - 堀田祥子
- 塩田和義（警視庁捜査一課 2係刑事） - 前田公輝
- 樋口雅美（ファッションブランド「女王陛下のバッグ」社長） - 千咲としえ ★
- KAコンサルティング 元社員 - 三沢幸育
- 原新太郎（美和子の夫・故人） - 岩原明生
- 坂本秀三（元フリーライター） - 斎藤清六
- 横井圭吾（警視庁捜査一課 2係長） - 風見しんご

最終話「さらば大岩一課長…暴かれた衝撃の過去！冤罪で服役した母娘が復讐!? 180年前の浮世絵に描かれたスカイツリーと連続殺人の謎」
- 坪井聡美（アライア出版 編集者・元編集長） - 清水美沙（幼少期：綱本菜々美）
- 荒井信子（アライア出版 社長） - 芳本美代子
- 田辺健三（アライア出版 契約カメラマン） - 長谷川朝晴
- 宇佐美貴子（政治家） - 山下容莉枝
- 坂上悦子（警視庁捜査一課 13係長） - 河合美智子
- 青木香苗（アライア出版 編集者） - 古川りか ★
- 太田瑞帆（アライア出版 編集者） - 大谷みつほ
- 牧野幸治（聡美の元ストーカー・故人） - 小野寺拓海
- 小林里佳子（アライア出版 編集者） - 仲村瑠璃亜
- 林裕之（警視庁捜査一課 13係刑事） - 大山真志
- 並樹画廊経営 - 並樹史朗
- 高木直也（カフェ店員） - 蔵原健
- 画商 - 橋沢進一
- 記者 - 佐藤智宏、小山真由
- 安達政宗（画商） - 伊達みきお（サンドウィッチマン）
- 坪井光代（聡美の母・「ギャラリー石神井公園」管理人） - ジュディ・オング

#### season2（2017年）
第1話「帰って来た最強の刑事VS絶対に捕まらない殺人犯！首都高を完全封鎖…時速15キロで脱出した美女とムササビ」
- 中谷静江（10年前の桜町正夫殺人の容疑者で出所後冤罪を訴え再審請求・桜町正夫工務店 元パート） - 渡辺えり（少女期：杉田ひより）
- 松宮玲子（代議士・総理大臣候補者） - 国生さゆり（幼少期：渡邉空美）
- 宇佐美翔（「夕刊スキャンダル」記者） - 冨家規政
- 土居邦夫（DK弁護士事務所の弁護士） - 飯田基祐
- 藤堂沙也加（松宮玲子の秘書） - 森脇英理子
- ペコ（観光船添乗員） - ぺこ
- 桜町正夫（桜町正夫工務店 元社長・10年前死亡） - 永野典勝
- 東田加代（松宮玲子の私設秘書） - 安藤裕美 ★
- 松宮優馬（玲子の息子） - 藤原薫
- 泉アリス（美由紀の娘・御岳山松宮記念病院 入院患者） - 篠原理沙
- 記者 - 岸田研二、平原夕馨
- 広報官 - 松澤仁晶
- 刑事 - 明石浩充、飛弾信也
- 10年前の鑑識係員 - 湖木信之介
- 御岳山松宮記念病院 看護師 - 加納和歌子
- 川崎ミツ（「御岳山 三津乃山旅館」女将） - ミッツ・マングローブ
- 泉美由紀（「サイコー弁当」店員） - 高橋ひとみ（少女期：宮野叶愛）

第2話「運賃1億円!? 犯人が指名した美人タクシー運転手の謎」
- 大杉由美子（「首都交通タクシー」タクシー運転手・大杉の妻） - 森口瑤子
- 矢崎司（山の手信用金庫 元職員・8年前に3億円の業務上横領で逮捕され1週間前に関東刑務所を仮出所） - 小宮孝泰 ★
- 大杉明彦（山の手信用金庫 元職員・矢崎の共犯者の疑いがかかり自殺） - 和田圭市
- 大杉詩織（小学生・明彦と由美子の娘） - 新井美羽
- 松原千津子（山の手信用金庫 支店長） - 原千果子
- 北川真理（キャバクラのホステス） - 池松亜美
- 警視庁八王子警察署 立番警官 - 倉沢学
- 井坂洋一（関東刑務所 元刑務官・矢崎の元担当） - 松澤一之

第3話「完璧すぎる美女たちの殺人"失敗"計画」
- 真下久美（大江戸土建 吊り橋工事担当・太一の実母） - 市毛良枝
- 江上恭介（メトロポリス建設 建築デザイン 吊り橋の設計担当） - 伊藤洋三郎 ★
- 中井太一（メトロポリス建設 建築デザインアシスタント） - 片岡信和
- 山岸愛美（メトロポリス建設 事務員・江上の愛人） - 齋藤めぐみ
- 相原早紀（メトロポリス建設 受付係・江上の愛人） - 長谷川るみ
- 増田隆志（大江戸土建 吊り橋工事現場担当） - 吉田正
- 中井加奈子（太一の養母） - 朝加真由美

第4話「牛は見た！美女たちの殺人伝言ゲーム!?」
- 渋井貴子（「葛飾にいじゅく楽しい保育園」保育士・伝説の女スリ） - 高橋かおり
- 倉木勝子（東京摩天楼建設 社長・倉木の妻） - 遠山景織子
- 倉木正司（東京摩天楼建設 専務） - 四方堂亘
- 三ツ木貢（クラブ「イエスタデイナイト」常連客） - 隈部洋平
- 相川唯（クラブ「イエスタデイナイト」ホステス） - 小池唯 ★
- 倉木未久（倉木と勝子の娘） - 内田愛
- 青田朱音（明美の娘） - 林香帆
- 京野慶次（警視庁捜査一課 刑事） - 五代高之
- 青田明美（「新宿2丁目 おいしいパン」店主） - 小沢真珠

第5話「妻たちの殺人同窓会 偽シロガネーゼの秘密」
- 菊池恵子（青森県八戸市の主婦） - 音無美紀子（中学生：杉山優奈） ★
- 村本幸人（ネットファウンド 社長・横浜出身） - 春田純一
- 菊池敏雄（恵子の夫・青森県八戸市の工務店経営者） - 神戸浩
- 菊池美帆（劇団女優・菊池と恵子の娘） - 近野成美
- 鬼塚大悟（建設作業員・現住所は北海道夕張市） - 妹尾正文
- 三上史郎（「スーパー バックアップ蒲田店」従業員・恵子の高校の同級生で初恋相手） - 遠藤たつお
- 水野翔子（ネットファウンド 社長秘書） - 斉藤レイ
- 島袋克広（警視庁捜査一課 刑事） - 山賀教弘
- 「品川イブニングホテル」従業員 - 西浦八恵子
- レイ（転落の目撃者） - 澄音
- 須藤朝子（ネットファウンド総務部 社員） - 岡まゆみ（中学生：内田未来）

第6話「遺産相続15億!? 赤の他人と結婚した美女」
- 君島ゆり菜（クラブのホステス・木俣の1週間前に結婚した妻） - 井上和香
- 井本美紀子（「美紀子美容室」店主・事件の目撃者） - 尾上紫
- 木俣秀典（UDN開発不動産 元社長・肝臓癌で余命3か月） - 住田隆 ★
- 比留間浩二（建築現場作業員・ゆり菜の恋人） - 須田邦裕
- 石矢涼子（木俣の元妻） - 中村綾
- 重要な証言を行う通行人 - 松尾レミ（GLIM SPANKY）、亀本寛貴（GLIM SPANKY）
- 石矢宝子（木俣と涼子の娘） - 岩﨑煌

第7話「殺意のヘソクリ!? 女たちの水上密室殺人」
- 仙道香奈恵（ニコタマバッグ 社長） - 大地真央
- 河本志帆（ニコタマバッグ 社員・デザイナー） - 佐藤友紀
- 重森悠介（ニコタマバッグ 元経理担当役員・学生時代はボート部員） - 佐伯新 ★
- 飯窪佐和（ニコタマバッグ 副社長・デザイナー） - 藤吉久美子

第8話「出前は見た！大食い美女のグルメ殺人!?」
- 桜川彩華（グルメ雑誌「グルメの星」編集部 記者・大食い女性） - 内山理名
- 菊池和美（グルメ雑誌「グルメの星」編集部 編集長） - ふせえり
- 片桐拓馬（大都心開発 副社長） - 若狭勝也 ★
- 行木芳雄（フランス料理店オーナー） - 永田耕一
- 今出増太（ラーメン屋「秋葉原満腹亭」店員） - 草野イニ
- 厚木萌乃（大食いアイドル） - もえのあずき
- 桜川京子（彩華の義母・蓮司の再婚した妻） - 立石涼子
- 桜川蓮司（スナック「サンカヨウ」マスター・彩華の父） - 大和田獏

第9話「最終章！自分に殺されたキラキラ女子!?」
- 村瀬香織（東村山ワールド倉庫 業務品質管理部 社員） - 中田喜子
- 吉岡百合（巣鴨グローバル 本社国際営業部から半年前に東村山ワールド倉庫業務品質管理部へ出向・3か月前失踪） - 橋本真実
- 清田暁美（巣鴨グローバル 本社国際営業部 社員） - 清水由紀 ★
- 須井健（東村山ワールド倉庫 警備員） - ガダルカナル・タカ
- 遠山昇（東村山ワールド倉庫 システム部 社員） - 増澤ノゾム
- 才羽英二（警視庁サイバー犯罪対策課） - 大水洋介
- 野呂真菜子（東村山ワールド倉庫 業務品質管理部 社員） - 黒澤はるか
- 宇和沙月（巣鴨グローバル 社員） - 沢井美優
- パン屋の店員 - 芦原優愛
- 丸山の秘書 - 香衣
- 丸山雄介（巣鴨グローバル 副社長・暁美の婚約者） - マギー

最終話「さらば大岩一課長！ヒラから成り上がった最強の刑事…最後の事件!! 花嫁の遺体が瞬間移動!? 衝撃のラスト」
- 椎名亜希子（「キジトラ猫のハウスクリーニング」従業員） - 松下由樹（18歳：小川あん）
- 犬塚守一（「キジトラ猫のハウスクリーニング」社長） - 田山涼成
- 小森田茂則（30年前 椎名家から現金を強奪後に鈴江を刺殺し幹也に重傷を負わし逃走するが転落死） - 土平ドンペイ
- 綾窪英彦（綾窪グループの御曹司・雪乃の婚約者） - 一条俊
- 西澤冴美（「キジトラ猫のハウスクリーニング」従業員・亜希子の上司） - 光浦靖子
- 奈々子（愛犬ラブの散歩中に遺体を発見する通行人） - 鈴木奈々
- 椎名幹也（亜希子の父・30年前 小森田に背中を刺され重傷を負うが退院の前日に失踪） - 竜雷太（30年前：出口高司）
- 貝沼さやか（綾窪グループ経理部 社員・英彦の元恋人） - 片岡明日香
- 奥村博基（雪乃の遺体を千住大橋の高架下で発見した男性） - 村松利史
- 峰村雪乃（ウェディングドレスを着て刺殺された女性・「コーポ千住の森」103号室の入居者） - IZUMI ★
- 松井理恵（雪乃の遺体を大江戸神社で発見した主婦） - 比佐廉
- 椎名鈴江（亜希子の母・幹也の妻・30年前刺殺） - 桜川博子
- 美樹（平井真琴に言われ救急車を呼ぶ女性） - 岡田サリオ
- 松井美咲（理恵の娘） - 吉田莉理
- 犬塚めぐみ（犬塚の娘・半年前自殺） - 小林日奈子
- 箕輪雅彦（回転寿司のチェーン店「廻る最高寿司」オーナー・幹也が失踪後に亜希子を引き取る） - 鶴田忍（30年前：寺尾たかひろ）
- 辰巳平三郎（30年前の第40代 警視庁捜査一課長・当時の一課長付運転担当刑事は大岩純一） - 伊武雅刀

#### season3（2018年）
第1話「帰ってきた最強の刑事VS20世紀最後の事件 お台場〜ニューヨーク美女連続殺人!? 自撮りできない自由の女神像の謎!!」
- 白田朱音（ファッションブランド「MIZUKIコーディネート」社長兼デザイナー・偽名「河井田瑞希」） - 高島礼子
- 水岸麻衣（瑞希の秘書で実の妹） - 田中美奈子
- 村沢利朗（「MIZUKIコーディネート」副社長・事件の第二被害者） - 相島一之
- 河井田瑞希（白田朱音と思われていた女性） - 小野真弓
- 神楽瞳（「MIZUKIコーディネート」の専属モデル・事件の第一被害者） - 尾藤亜衣 ★
- 堂瀬多美衣（「MIZUKIコーディネート」従業員） - 太田美恵
- バーブ凛子（ファッションジャーナリスト） - いとうあさこ
- 伊津発也（スポーツカーの持ち主） - ダンディ坂野
- 刑事 - 平子悟
- 記者 - 中村僚志、里内伽奈
- 清掃員 - はっちゴーゴー!!
- 18年前の警視庁の上官 - 辻つとむ
- モデル - 有沢雪、神戸梨緒

第2話「殺人結婚式!? 花嫁VSご祝儀1000円の女!!」
- 立花美穂（樋口物産販売総務課 社員） - 黒川智花
- 湯上杉輝（美穂の同僚） - 蟹江一平
- 一色貴代（新婦・美穂の同僚） - 柳ゆり菜
- 三波圭子（樋口物産販売 総務課長） - 宮田早苗 ★
- 樋口淳史（新郎・樋口物産営業課 社員） - 岩永徹也
- 押谷部李子（遺体の第一発見者・美穂の同僚） - 瑛蓮
- 丹羽竹代（警視庁捜査一課 2係長） - 菜葉菜
- 飯伏吟太（警視庁捜査一課 管理官） - 福井博章
- 樋口美智雄（樋口物産 社長・淳史の父） - 市川勇
- 楊澄子（樋口の秘書） - 宇水遥佳
- 立花由紀子（立花の妻・美穂の母・3年前事故死） - 土屋美穂子
- 立花正二（立花電子 社長・美穂の父） - 小倉一郎

第3話「スクランブル交差点殺人!? 誰にも見えない地味な女!!」
- 多治見透子（主婦・詐欺被害者） - 青山倫子
- 天野琴里（北九州出身のモデル・詐欺被害者） - 森田涼花
- 星川草介（出版詐欺師・殺人事件の被害者） - 中林大樹 ★
- 伊集院美輝（人気ブロガー・詐欺被害者） - 久世星佳
- 田原志穂（星川の元妻） - 建みさと
- 前田（スーパー店長） - せんだみつお
- ウェイトレス - 稲村亜美
- 川尻貴美子（司書・詐欺被害者） - 氏家恵
- 蕎麦屋店員 - 高田怜子
- 透子とぶつかった女 - 戸田真紀子

第4話「3ヵ月で大変身!? 美しき逃亡犯の肉体改造トリック!!」
- 牧口里美（武蔵野スポーツジム東大和店 インストラクター） - 吉木りさ
- 竹中幸助（武蔵野スポーツジム東大和店 会員） - 松田悟志
- 藤城優菜（数寄屋橋証券 秘書） - 内田慈
- 持田粕男（数寄屋橋証券 社長） - 大河内浩
- 諸見枝代（武蔵野スポーツジム東大和店 インストラクター） - 菜乃花
- 蕪木武季男（武蔵野スポーツジム東大和店 店長） - 平井真軌
- 菅原孝路（数寄屋橋証券 社員） - 吉田ウーロン太 ★
- 山崎太志（武蔵野スポーツジム東大和店 会員） - 中津川朋広

第5話「ベビーカステラ強盗殺人!! 巨大迷路に潜むお祭り女!?」
- 北見今日子（国会議員） - 山本未來
- 神谷龍二郎（今日子の元恋人・伝説の神輿担ぎ “向島の龍”） - 天野浩成
- 村越雅輝（地区の自治会長） - 春海四方 ★
- 西淵真也（車の移動販売 ベビーカステラ「鈴祭堂」主人） - 近江谷太朗
- 門脇尚見（今日子の秘書） - 鈴木友菜
- 赤羽麗子（警視庁捜査一課 1係長） - 須藤理彩
- 男A・B - クールポコ。
- ボーイ - 石井淳
- 石山（刑事に聞き込みされた主婦） - 遠藤好
- 萌奈佳のファンの学生 - 早乙女ゆう、矢崎希菜
- 西淵鈴華（西淵の妹） - 立花芽衣

第6話「100メートル25秒…逃げ足の遅い女!? 殺意の社員マラソン!!」
- 北園晴美（ARAI 隅田川不動産 社員） - 柳原可奈子
- 森川直政（ARAI 隅田川不動産 元社員） - 山田純大
- 光野響子（ARAI 隅田川不動産 副社長） - 中原果南
- 鈴村美加（ARAI 隅田川不動産 社長秘書） - 逢沢りな
- 戸間漣（カリスマランナー） - 米村亮太朗
- 森川将也（直政の息子） - 大石稜久
- 宇多子（ストリートミュージシャン） - 松尾レミ (GLIM SPANKY)
- 義太雄（ストリートミュージシャン） - 亀本寛貴 (GLIM SPANKY)
- 荒井輝路（ARAI 隅田川不動産 社長） - ベンガル ★

第7話「いい香り殺人事件!? 日本一お節介な女!!」
- 中井律子（マンション管理会社「IMADOKI」管理員） - 室井滋
- 梅原芳美（松川の元妻） - 田中律子
- 松川竹彦（東関東印刷 総務課長） - 猪野学 ★
- 楢橋秀樹（東関東印刷生産本部生産管理課 社員） - 和田聰宏
- 建屋守（マンション管理会社「IMADOKI」営業部 社員） - 見栄晴
- 各務百合子（「恵比寿IMADOKIマンション」の入居者） - 階戸瑠李
- 緒方（「吉祥寺IMADOKIマンション」の入居者） - 緒方有里沙
- 帝都銀行支店長 - 浅野彰一
- 笹団子屋店員 - 浅沼惠理
- 誠（「恵比寿IMADOKIマンション」の入居者） - 横山歩
- 喫茶店店員 - 東別府夢

第8話「噂話に殺された女!? 大根を抱えたスーパーモデルの謎!!」
- 並河彩音（ファッションモデル） - 新山千春
- 月村理絵（日本橋広告社 企画課社員・優大の恋人） - 菊池麻衣子
- 和泉礼香（ファッションモデル） - 佐藤乃莉 ★
- 並河優大（彩音の兄・3年前の失踪事件の被害者） - 古澤蓮
- 久利卒男（小形の秘書） - 諌山幸治
- 小形伸造（日本橋広告社 社長） - 篠井英介
- 司会者 - マギー審司
- 斉木洋子（警視庁捜査一課 管理官） - 瀬奈じゅん

第9話「最終章!! お堅い女の几帳面殺人トリック!!」
- 堅物英理子（堅物英理子法律事務所 弁護士） - 安藤玉恵
- 堅物正道（英理子の父） - 螢雪次朗
- 海野秀裕（蕎麦店「仁作」店主・英理子の元夫） - 阿部丈二
- 若村清春（堅物英理子法律事務所 弁護士・英理子の後輩） - 早乙女友貴
- 甲田太（8年前の窃盗傷害致死事件の主犯） - 中村公隆
- 乙部美栄（スナック「小岩」ホステス・8年前の窃盗傷害致死事件の共犯） - 下垣真香 ★
- 久和要平（警視庁捜査一課 管理官） - 河相我聞
- 高校生A - 高橋龍之介
- 高校生B - 西脇大河
- 堅物星也（英理子と海野の息子・8年前の事件で転落死） - 田中士道
- スナック「小岩」ママ - 有川知江

最終話「さらば大岩一課長〜命を懸けた最後の捜査 死を呼ぶ銀座NO.1ママのネックレス!! 衝撃のラスト…刑事殉職!?」
- 伊能弥生（銀座の高級クラブ「アッカバーネ」経営者・伊能多恵の養女） - 片瀬那奈
- 島岡義斗（「週刊トップ」記者） - 山崎銀之丞
- 佐原佳男（建設作業員・34年前の殺人事件で指名手配） - 佐渡稔 ★
- 村本千帆（東京グローバル鉄工 副社長・継雄の妻） - 葉山レイコ
- 鶴橋耕司（建設作業員・佐原の同僚） - 山本龍二
- 村本康晴（東京グローバル鉄工 前社長・34年前の殺人事件の被害者） - 坂口芳貞
- 根津美奈子（谷中の妻・萌奈佳の母・萌奈佳が5歳のとき病死） - 秋定里穂
- クラブ「アッカバーネ」ホステス - 比嘉梨乃
- 34年前の刑事 - 鈴木信二
- 村本継雄（東京グローバル鉄工 社長・康晴の息子） - 大和田伸也

#### スペシャル1 - 8（2018年 - 2020年）
スペシャル1「“謎の暗号”を所持した男が殺された!? 被害者は、30年前の誘拐事件で目撃証言をした人物だった！過去と現在――2つの事件をつなぐ秘められた悲しくも切ない“母の想い”とは…!?」（2018年）
- 榊田麻帆（大きな羽保育園 保育士・本名「芦澤美幸」） - 芦名星（3歳：川田秋妃）
- 水戸部梓（大きな羽保育園 保育士・麻帆の同僚） - 入来茉里
- 網野創平（網野文房具 店主・30年前の誘拐事件の目撃者） - 松本実 ★
- 三ツ矢光雄（屋形船「縄定」従業員） - 二階堂智
- 脇田勝（「TSインポート」社長秘書） - 篠山輝信
- 榊田富子（準大手商事会社「TSインポート」社長・麻帆の養母） - 山本陽子
- 芦澤逸郎（美幸の父・奈緒美の夫・30年前転落死） - 鷲尾英彰
- 猪瀬（大きな羽保育園 園長） - 大野泰広
- 元木（居酒屋「酒蔵 あっけし」 店主） - 鈴木一功
- 坂巻（トラックドライバー） - 植木紀世彦
- 芦澤奈緒美（屋形船「縄定」従業員・誘拐された美幸の母） - 麻丘めぐみ

スペシャル2「10年前の強盗殺人犯が、"宝石だらけの遺体”となって見つかった…！事件の鍵を握るのは――”記憶”!? 大岩と"警視庁一の記憶力”を誇るクール・ビューティーな女刑事が、複雑に絡み合う過去と現在の事件の謎に挑む！”過去”を忘れて華やかに生まれ変わった目撃者の妻が抱える秘密とは…!?」（2019年）
- 馬場呂亜（警視庁渋谷中央警察署刑事課 警部補・あだ名は「ババロア」） - 田中美佐子
- 姫原千尋（「ビューティフルリノベーション」社長・及川の妻） - 萬田久子
- 及川隆三（及川隆三リフォーム 経営者・10年前目撃証言をした3か月後死亡） - 小市慢太郎
- 杉沼保志（「ビューティフルリノベーション」副社長） - 林泰文
- 小磯善信（千尋の秘書） - 六角慎司
- 江並弘敏（10年前大岩に強盗殺人容疑で逮捕され1か月前出所） - 坂田聡 ★
- 服部彩紀（「ビューティフルリノベーション」専務） - 松岡依都美
- 前園香奈美（東京建物デザインスクール 2年生） - 田中芽衣
- 鴨志田信仁（宝石商・10年前殺害） - 中村僚志
- 署長 - 武野功雄
- 雑貨店員 - 竹田有美香

スペシャル3「東京、ニューヨークで同じ日に同じ名前の日本人が殺害された!? FBIから送り込まれてきたエリート女性捜査官と共に大岩が国境を越えて前代未聞の事件に挑む！」（2019年）
- 神林瑤子（FBI捜査官・あだ名は「ヨウカン」） - 鈴木紗理奈
- 佐東瑞葉（佐東晃の妻） - 横山めぐみ
- 佐東晃（代官山のラーメン店「大東京」店主） - 堀部圭亮
- 左藤彬（マンハッタンの日本食レストラン「DAITOKYO」オーナーシェフ） - 伊嵜充則 ★
- 今森輝夫（東京グルメトップ 編集長） - 湯江タケユキ
- 澤山陽造（ニューヨーク駐在の商社マン） - 宮崎吐夢
- 千葉康風（不動産会社社長） - 山崎樹範
- 岩田巳知郎（喫茶「代官山」店主） - 福田陽一
- 千葉真美加（千葉の妻） - 芳野友美
- 岸田ゆり（東京グルメトップ 編集ライター） - 今野杏南
- 渡真利（ホテル「ドア・トゥ・ザ・ワールド」フロント係） - 野呂佳代
- 20年前に神林に絡んできた酔っ払い - 浅木信幸、太田純平
- ギャル - 竹田有美香
- 男の子 - 高梨理央
- オリバー・スミス（オーストラリアからの旅行者） - パックン
- 広田桜子（ディスカバー練馬の事務局長） - 山村紅葉

スペシャル4「主演・内藤剛志!! 叩き上げの捜査一課長が“2週連続"日曜よるに帰ってくる!! 屋形船に爆破予告!! 東京中を瞬間移動する遺体の謎!? 壇蜜演じる謎の美人刑事が登場!!」（2019年）
- 池本奈月（鮎原の秘書） - 谷村美月
- 貝塚保造（八野海商事 常務） - 阿南健治
- 三条武春（三条・佐久山弁護士事務所 代表弁護士） - 有薗芳記（SP5）
- 佐久山美琴（三条・佐久山弁護士事務所 弁護士） - 吉井怜（SP5）
- 矢的大吉（運野和菓子の婚約者・10年前死亡） - 小林且弥
- 中牟田智雄（警視庁捜査一課 特殊犯捜査係〈SIT〉） - 安藤彰則（SP5〈ノンクレジット〉）
- 並岡信也（山野奥工業 発破技士・元子の息子・3年前死亡） - 長屋和彰
- 機動隊爆発物処理班 - スガマサミ（SP5）
- 八野海忠明（八野海商事 前社長・3年前死亡） - 辻つとむ
- 田野倉義之（強盗致傷指名手配） - 二家本辰己
- 船野定夫（船宿「縄定」乗務員） - 竹内優紀
- 千堂哲正（船宿「縄定」船頭） - 濱口優（よゐこ）
- 淡路左近（警視庁捜査一課 特殊犯捜査係〈SIT〉） - やべきょうすけ（SP5）
- 並岡元子（ネイチャーガイド・偽名「鈴木元子」） - 黒田福美
- 鮎原和文（八野海商事 社長） - 六平直政 ★

スペシャル5「主演・内藤剛志!! 叩き上げの捜査一課長がスケールアップして帰ってくる!! 爆破予告と社長秘書殺人…容疑者は宇宙飛行士!? モテモテ美人刑事と共に隕石を一斉捜査!!」（2019年）
- 小倉安子（お台場警察署 新人刑事・巡査・あだ名は「アンコ」） - 山本舞香（5歳：後藤由依良）
- 羽場衣織（宇宙飛行士候補者・元高校の理科教師） - 辺見えみり
- 星山輝彦（衣織の元夫・1年前まで大手メーカーのエンジニア） - 近藤芳正
- 臼井早智子（臼井早智子法律事務所 弁護士） - 大路恵美
- 坂東洋平（ギャラクシーK 宇宙開発事業部長） - 大内厚雄
- 井津川瑠香（ギャラクシーK 社長秘書） - 中村映里子 ★
- 星山笹音（星山と衣織の娘・1年前死亡） - 佐々木みゆ
- 安子の祖母 - 福井裕子
- 安子の祖父 - 中平良夫
- 相藤誠（ギャラクシーK 社員） - 友松栄
- 波木葉樹子（警視庁の110番担当警察官） - 木原ゆい
- 美濃賀寿代（本屋） - 阿部朋子
- 谷地由宇（酒屋） - 宮崎敏行
- 石田独太（三鷹大学医学部付属病院 医師） - 山元隆弘
- 日光仁子（みたか夢の橋保育園 保育士） - 西山なずな
- 女性社員 - 中村倫子
- 黒木暁（ギャラクシーK 社長） - 佐野史郎

スペシャル6「主演・内藤剛志！人気ミステリー最新作!! バスツアー連続殺人発生…容疑者は444人!? 疑惑の美人“おもてなし”バスガイドvs“おもてなし”刑事!?」（2019年）
- 須村順子（警視庁青山警察署 刑事課長・警部補・あだ名は「スムージー」） - 乙葉（幼少期：小峰碧月）
- 御殿山里美（観光ツアー「東京おもてなしバス」ベテランバスガイド） - 雛形あきこ（幼少期：阿由葉さら紗）
- 新開沙織（観光ツアー「東京おもてなしバス」バス運転手） - 田村たがめ
- 水沼千絵（観光ツアー「東京おもてなしバス」バスガイド） - 加藤理恵 ★
- 草津圭太（観光ツアー「東京おもてなしバス」運行統括部長） - 小松和重
- 本林亮二（観光ツアー「東京おもてなしバス」社長） - 五代高之
- 安浦志保（観光ツアー「東京おもてなしバス」バスガイド） - 枝元萌
- 君野瑠奈（観光ツアー「東京おもてなしバス」バスガイド） - 小菅怜衣
- 村中彩乃（観光ツアー「東京おもてなしバス」バス運転手） - 中島ひろ子
- 木相田蓮子（警視庁城南島警察署 巡査） - 浜口京子
- ツアー客A - 安室満樹子
- ツアー客B - 斉木きょうこ
- ツアー客C - 片瀬直
- 屋台のおじさん - 山崎健二
- 老婆 - 髙橋かすみ
- 青果店の主人 - 新虎幸明
- 雑貨店の女主人 - 岡紀子
- 管理人 - 高津康
- 体調不良の女性 - 田村昌代
- クレームを言う女性客 - あいだあい
- 御殿山晴子（里美の母・鍋原の元妻・10年前病死） - 根岸葉子
- 鍋原喜久雄（タクシー運転手・里美の父） - 浅野和之

スペシャル7「内藤剛志主演の人気ミステリー最新作!! 大岩一課長、今年最後の事件は“食い逃げ大富豪殺人”!? 美人容疑者たちと渡り合うために、大岩一課長が進化する!?」（2019年）
- 寺門景子（リサイクルショップ「ドゥ!リサイクル!葛西広小路店」店員） - とよた真帆
- 漆原幸利（漆原グループ 社長） - 尾美としのり ★
- 石波梨沙（カリスマミニマリスト） - 遠藤久美子
- 平野啓司（警視庁捜査一課 新人刑事） - 堀家一希
- 鮫島久生（漆原グループ 専務） - 大堀こういち
- 境川秀美（漆原グループ 社長秘書） - 祥子
- 西川龍生（リサイクルショップ「ドゥ!リサイクル!葛西広小路店」店員） - 牧田哲也
- 沢北まどか（青い星応援クラブのスタッフ） - 朝日奈央
- 青木かおり（漆原と男女関係があった女性） - 松岡里英
- 大橋このみ（漆原と男女関係があった女性） - 白石陽菜
- 名村光里（漆原と男女関係があった女性） - 関口華恵
- 池田真子（漆原と男女関係があった女性） - 斉藤瑞季
- 村田南（漆原と男女関係があった女性） - 西村まどか
- 宮沢佳代（飲食店「屋台村の佳代姉さん」店主） - 大久保佳代子
- 片桐信昌（片桐エステート 創立者・5年前心不全で死亡） - 渡辺裕之

スペシャル8「捜査一課長 “最後の捜査へ”― 殺人犯は辞職した美人刑事!? 澤穂希、加藤一二三が電撃出演!!」（2020年）
- 陣内綾（ベーカリーショップ「パンの小径」店員・元警視庁捜査一課 刑事・あだ名は「ジンジャー」） - 伊藤歩
- 片倉義彦（グルメライター・外食チェーン「最高グルメ」元社長） - 長谷川朝晴 ★
- 近松靖（外食チェーン「最高グルメ」社長） - 大浦龍宇一
- 沢木典史（沢木典史法律事務所 弁護士） - 青山勝
- 南田千里（グルメ雑誌編集長） - 松岡由美
- 安永琴美（外食チェーン「最高グルメ」社長秘書） - 片山萌美
- 薄田飛鳥（外食チェーン「最高グルメ」商品開発部 部長・フードデザイナー） - 映美くらら
- 綾の父 - 大月秀幸
- 綾の母 - 宮坂公子
- アナウンサー - 松木研也
- ピピ（一二三さんの愛猫） - りこ
- 玉賀友代（サッカーコーチ） - 澤穂希
- 記者A - 虻川美穂子
- チンピラ風の男 - 河津浩滉
- チンピラ風の男 - 成田マイケル理希
- 記者B - 高木慧一
- サッカー少年 - 佐野祐徠
- ご隠居の一二三さん（元警視総監） - 加藤一二三
- 伊達巻（警視庁新宿中央警察署 刑事課長） - あめくみちこ

#### 2020（season4・2020年）
第1話「嘘をつくと殺される… 帰ってきた最強の刑事VSエイプリールフール連続殺人!! 4万年前のマンモスが見た犯人」
- 妹尾萩（新宿中央警察署刑事課 巡査・あだ名は「おはぎ」） - 三吉彩花（幼少期：道上愛弓）
- 今田美蓮（有名ファッションデザイナー） - 松下由樹
- 小柴石輝（関東新聞社会部 記者・今田宗作失踪の謎を追う） - 吉満寛人 ★
- 今田亜希（モデル・宗作と美蓮の娘） - 織田梨沙
- 澤矢要（IT会社「株式会社 澤矢要」社長） - 窪塚俊介
- 青年A - 関太
- 不良A - 山本浩司
- 月庭夢里（澤矢の秘書） - 前田希美
- 今田宗作（関東新聞社会部 記者・美蓮の夫・1年前に失踪） - 石井英明
- 県警刑事 - 池田侑希
- 河合奏奈（澤矢の元秘書・1年前に失踪） - 東海林里咲
- 岡泰子（関東新聞社会部 編集デスク） - 宮本真希
- 新野智也（弁護士・美蓮や宗作の学生時代のテニス仲間） - 野間口徹

第2話「レインボーブリッジ殺人ルート!? 24の証言に潜む美女たちの罠」
- 芦田雪子（芝浦海辺病院 看護師） - 武田玲奈
- 深町和夫（闇金回収係・雪子の知り合い） - 佐野岳
- 藤谷友梨（芝浦海辺病院 看護師） - 沢井美優
- 鴨川咲良（食品開発会社「日本甘党化計画」東京本社企画開発部 社員・深町の勤める闇金融会社社長の娘） - 大関れいか ★
- 芳山千昭（食品開発会社「日本甘党化計画」東京本社企画開発部 部長） - 遊井亮子

第3話「3割引シール殺人!? 絶対怒らないクレーム処理女の謎」
- 九条菊子（サイコウスーパー豊洲店クレーム担当） - 杉田かおる
- 桃山辰徳（豊洲警備 警備員） - 尾崎右宗 ★
- 琴田七海（桃山の隣人） - 青山めぐ
- 釜原巧（サイコウスーパー新橋本部営業開発部 エリアマネージャー） - 徳井優
- 岩並加奈（サイコウスーパー豊洲店 店長） - 小沢真珠

第4話「殺人犯は餃子好き 東京〜九州1000キロ食べ歩く女の謎」
- 韮崎久仁子（餃子専門店「餃子丸」店員・哲人の娘） - 三倉佳奈
- 水田秀次（手作り餃子「永代餃子」店員・中華そば「包葉軒」元餃子職人） - 内田朝陽
- 堤太蔵（中華料理「津々龍」店主） - 野添義弘 ★
- 堤益代（中華料理「津々龍」店員・太蔵の妻） - 栗田よう子
- 遠藤良次（中華料理「や志満」の客） - 鶴町憲
- 韮崎哲人（中華そば「包葉軒」店主・故人） - 尾花かんじ
- 堤泰春（令鵬不動産 社員・太蔵と益代の息子） - 小早川俊輔
- 猪俣喜久斗（中華料理「津々龍」の常連客） - 上島竜兵

第5話「上空1000メートルで殺人!? ありえない物を握って落ちた美女」
- 赤堀ルリ子（ランジェリー専門アパレル会社「トロアフィル」社長） - 酒井若菜（幼少期：新津ちせ）
- 緑沢いづみ（黒坂の秘書） - 小橋めぐみ（幼少期：木村日翠）
- 青崎美枝（原宿の古着店オーナー・元大手アパレル会社「KKドレス」社員・3年前に「トロアフィル」を自主退職） - 内田慈 ★
- 真樹子（いづみの母） - 片瀬直
- 灰田民夫（人気デザイナー・美枝の元交際相手） - 小田井涼平
- 茶谷礼子（ルリ子の秘書） - 杉浦琴乃
- 赤堀苗子（ルリ子の母） - 三坂知絵子
- 黒坂圭一郎（大手アパレル会社「KKドレス」社長） - 天宮良

第6話「殺人キャンプ!? 3人の美女を撃つ水鉄砲と黒大福の謎」
- 熊木貴代（キャンプ客） - 釈由美子
- 日比野近郎（キャンプ客・大手証券会社「大江戸証券」営業部長・熊木警部補の殉職現場に遭遇） - 津村知与支（少年期：町田流唯） ★
- 森野重人（キャンプ客） - 比留間由哲
- 羽田署署長 - 吉川勝雄
- 東房奈右（熊木警部補を殺害した指名手配犯） - 久保真一郎
- 子供（日比野に水鉄砲を貸す） - 築地まさたか
- 大田里香（大田区城南島キャンプ場スタッフ） - 内田真礼
- 草村愛花（日比野の部下） - 篠原真衣
- 熊木昇（警視庁羽田警察署 警部補・貴代の夫・1年前殉職） - 尾関伸次
- 熊木輝也（昇と貴代の息子） - 齋藤絢永

第7話「BG緊急参戦!! 7つの石を操る石頭の女と焼き芋の謎」
- 神石理沙子（宝石製造販売会社「Jewelisa Diamond」社長） - 羽野晶紀（6歳：太田結乃）
- 風岡寛治（宝石製造販売会社「Jewelisa Diamond」宝石加工職人） - 忍成修吾（5歳：福永煌）
- 福光弘美（雑誌「Bright Economy」記者） - 菊池麻衣子（5歳：璃菜）
- 小松原重光（宝石製造販売会社「Jewelisa Diamond」常務） - 松田洋治 ★
- 石松雄吉（宝石製造販売会社「Jewelisa Diamond」社員） - 小多田直樹
- 神石礼二（理沙子の父・下河原線の元貨物列車運転士） - 清田智彦
- 御影貴一郎（神石理沙子が元社員だった「御影宝石」の会長） - 山田明郷

第8話「ナタデココは見た!? 高輪ゲートウェイ駅殺人ルートの謎」
- 坂手春世（「高輪警備保障」警備員・元「若竹証券」社員・松友の前妻） - 中島亜梨沙
- 勝矢順子（「若竹証券」営業課長） - 森脇英理子
- 松友史郎（飲食店企画経営会社「ノーコン」社長） - 黄川田雅哉 ★
- 栗宮六郎（画家の卵・元「ノーコン」社員） - 佐伯大地
- 西森ねず子（「若竹証券」営業部員・順子の部下） - えなこ
- 「キッチン長崎」店主 - 山﨑秀樹
- 「若竹証券」営業部長 - 関貴昭

第9話「埋蔵金1万円殺人!? 密室トリックと恐怖の味噌汁の謎」
- 倉前風吹（ザッカリータ 社長） - 森尾由美（小学生：宮崎紬 / 高校生：阿部紗英）
- 唐沢民矢（ザッカリータ経理部 部長） - 小松利昌 ★
- 足利玉美（ザッカリータ商品開発課 課長） - 黒沢あすか
- 蜷川義和（ザッカリータ商品管理部 社員） - 藤田富
- 新島朱音（ザッカリータ総務部 社員） - 小西桜子
- 小堺保（ザッカリータ販売部 部長） - 前野朋哉
- 風吹の祖母 - 五味多恵子

第10話「くしゃみ連発殺人!! 2大カレー女王の特製スパイス!?」
- 出口梨子（カレー店「しびれ堂」店長） - 南沢奈央
- 住谷香奈（カレー店「UMAUMAカレー」店長） - 中別府葵 ★
- 南川米美（カレー店「しびれ堂」アルバイト） - 天野はな
- 藤賀嵐士（闇金業者・香奈の元彼） - 小澤亮太
- 柄沢好美（カレー店「UMAUMAカレー」従業員） - 牧野莉佳
- 神田信二（梨子の上司） - 大竹周作
- スパイス武田（本名「武田茂樹」・グルメライター） - 片桐仁
- 松野平吉（カレー職人・しびれ堂の常連客） - 渡辺正行

第11話「オムライス美女連続殺人!? 空飛ぶアンパンの謎!!」
- 鷺沢麻知子（つるなみ食堂 従業員・5年前傷害致死の前科あり） - 朝比奈彩
- 鴨志田伸治（塾講師） - 少路勇介
- 鳩村由紀江（直道の母） - 春風ひとみ
- 椋木淳史（移動販売のパン屋「ムクドリのパン屋さん」経営者） - 若林久弥 ★
- 鳩村直道（麻知子の元夫） - 姜暢雄
- 鳥越彩美（事件現場付近の住民） - 丸山礼
- 鶴並一清（つるなみ食堂 店主） - 外波山文明
- 烏丸良美（5年前麻知子の起こした傷害致死事件の被害者） - 植松愛
- 烏丸欣一（高町製パン江東西工場 従業員・良美の夫） - かないしゅう
- 警察官 - 宮澤佑
- 桂木（新木場配送センター 従業員） - 渡辺穣
- 鳩村晴己（小学生・直道と麻知子の息子） - 森崎海來

第12話「ヤギは見た!? 都心でメェ〜と鳴いた4人の美人容疑者」
- 八木歩美（渋谷広告社営業部 社員） - 柳生みゆ
- 渋川時子（渋谷広告社営業部 社員） - しゅはまはるみ
- 鮫島俊三（不動産会社「鮫島エステート」社長） - 井上肇 ★
- 鎌ヶ谷正子（不動産会社「鮫島エステート」専務） - 吉村涼
- 海老原学（渋谷広告社 社長） - 久ヶ沢徹
- 鮫島隼人（鮫島の孫） - 竹田翔汰
- 箕輪静香（不動産会社「鮫島エステート」社長秘書） - 太田彩乃
- 牛田モウ（代官山ショップ店員） - ねお
- 運送会社社長 - 加藤満

第13話「偽シンデレラ殺人!? 2センチ大きいハイヒールを履く美女」
- 灰川由衣（IT会社「テクノ大路」元研究員・現在「塚井金属鉄工」出向中） - 小林涼子
- 姉崎育代（IT会社「テクノ大路」広報部長） - 馬渕英里何 ★
- 茄田志亜子（IT会社「テクノ大路」社長秘書） - 大村彩子
- 大路白馬（IT会社「テクノ大路」社長） - 村上新悟
- 塚井麻帆（鉄工所「塚井金属鉄工」社員・安志の娘） - 菅野莉央
- 塚井安志（鉄工所「塚井金属鉄工」社長・2年前に心不全で死亡） - 青山伊津美
- 鬼野愛子（ハイヒールブランド「キラットヒール」店員） - 吉野まり

第14話「殺人トリックを実演販売!? 生卵をゆで卵に変えた美女」
- 相木葉子（販売会社「爆売りエンジェル」実演販売士・異名「デンジャラス葉子」） - 清水くるみ
- 銚子芳美（販売会社「爆売りエンジェル」社長） - 魏涼子
- 岩瀬呂奈（実演販売の客） - 水希友香
- 佐倉千恵里（実演販売の客） - 伊藤麻実子
- 玉賀友美（サッカー好きな目撃者） - 丸山桂里奈
- 干場伊純（販売会社「爆売りエンジェル」実演販売士・異名「パーフェクト干場」） - 波岡一喜 ★

第15話「恋人100人は見た!? レンタル彼女の美女達の集団殺人デート」
- 成木瑠香（人材レンタル企業「アコガレンタル」社長兼レンタル彼女） - 松本若菜
- 筑紫大洋（人材レンタル企業「アコガレンタル」レンタル彼氏） - 金井勇太
- 池井恵子（コンサルティング会社「江戸ベンチャービジネス」企画部部長） - 池津祥子
- 筑紫珠江（大洋の母親・去年転落による傷害で重傷） - 中島はるみ
- 鳴島成人（商社「万歳興産」元社員兼「アコガレンタル」元レンタル彼氏・現在フリーランスのレンタル彼氏） - 松村龍之介 ★
- 和田志乃（池井の部下） - 出口亜梨沙
- 我満真代（大洋をレンタルした女性） - 薄幸
- フレンチレストランの店員 - 浅野夢彦

最終話「さらば大岩!! 東京湾殺人クルーズに乗ったド忘れ美女」
- 松代成実（ベンチャー企業「New Type Technology」開発部プログラマー） - 島崎遥香
- 城宝渉（ベンチャー企業「New Type Technology」開発部プログラマー） - 木村了
- 中葉美智（ベンチャー企業「New Type Technology」開発部プログラマー） - 鳥居みゆき ★
- 塩野香織（クルーズ船「シンフォニークルーズ」クルー） - 小宮有紗
- 園川梨花（高校時代の成実の同級生） - 森日菜美
- 若い女 - 村田玲奈
- 宇多野松子（目撃者・ミュージシャン） - 松尾レミ（GLIM SPANKY）
- 弦野亀太郎（目撃者・ミュージシャン） - 亀本寛貴（GLIM SPANKY）
- 根布則夫（ベンチャー企業「New Type Technology」開発部部長） - 東根作寿英

#### season5（2021年）
第1話「女子駅伝連続殺人!? 限界ギリギリを攻める女VS新生チーム大岩」
- 桐野梨子（イラストレーター） - 伊原六花
- 芦田香苗（真司の娘） - 吉本実憂（幼少期：白石璃菜〈ノンクレジット〉）
- 宝生綾女（エキスプレス出版「週刊デッドライン」編集者） - 里々佳
- 芦田真司（IT企業「サイコミュン」システム担当役員） - 濱津隆之 ★
- 勝又克樹（警視庁芝浦警察署刑事課 新人刑事・あだ名は「カツ」） - 鈴木仁
- 和洋（スイーツショップ「ツインタワースイーツ」店員） - ヴァンビ
- 菓子（スイーツショップ「ツインタワースイーツ」店員） - ゆん
- 三鷹水香（萌音と能成の母） - 餅田コシヒカリ（駆け抜けて軽トラ）
- 三鷹萌音（6歳の双子の女の子） - 渡辺一穂
- 三鷹能成（6歳の双子の男の子） - 青木健人
- 蓮見才子（IT企業「サイコミュン」社長） - 水崎綾女
- 田中鈴（ITベンチャー「フォゲッタブル」社長） - 野村麻純
- 淡井大志（エキスプレス出版「週刊デッドライン」編集長） - 高杉亘

第2話「死を呼ぶ元ギャルの人生相談!? 矢印だらけの謎エステ」
- 矢向直美（女性専用エステ「明日のエステ」オーナー） - 石川恋（幼少期：渋谷南那）
- 矢向直道（直美の父・直美が高校生のとき心臓病で急死） - 森岡豊
- 中谷冴子（トアール出版 編集者） - 林田麻里
- 近田凛太郎（丹下の弟子） - 伊島空
- 沼瀬麗香（沼瀬ビル オーナー） - 磯野貴理子
- 町野舞子（女性専用エステ「明日のエステ」受付） - 中井友望
- 智花（エステ客） - 川飛舞花
- 節子（日本そば店の店員） - 井手規愛
- 唯衣（エステ客） - エア（くれいじーまぐねっと）
- 香澄（エステ客） - UraN（くれいじーまぐねっと）
- 芳恵（エステ客） - 浅見めい（くれいじーまぐねっと）
- 丹下弥一（看板取付工事「亜廊堂」職人） - 佃典彦 ★

第3話「警察コスプレ殺人!! 刑事好きオタクがホシを挙げる!?」
- 神谷時子（伝説のデカオタク・コスプレ衣装オーダーメイド販売「コスプレ通販 TOKICOS」自営業） - 生駒里奈
- 坂元拓海（パティスリー溝口 パティシエ） - 嘉島陸
- 橋本優里（食品輸入会社「AMAKIフーズ」社員） - 川添野愛 ★
- 青田晋太郎（青田製菓学園 副理事長） - 酒井一圭
- 時子のかつての推し刑事 - ウド鈴木（キャイ〜ン）
- コスプレイヤーもえ - 伊織もえ
- 溝口俊輔（パティスリー溝口 店主） - 久保田悠来
- 宅間太一（デカオタク） - 田村健太郎

第4話「激辛シュークリームの殺意!? 抹茶をわさびに変える女」
- 佐東幸子（洋菓子会社「東京パティスリー」パティシエール・渡会の元妻） - 阿部純子
- 渡会健斗（超辛口スイーツ評論家） - 柏原収史 ★
- 浮田美貴（渡会のマネージャー） - 桜木梨奈
- 佐東好子（幸子の母・里志の妻） - みやなおこ
- 安堂光朗（甘味処「蜜楼」店主） - 遠山雄
- 蓬田明日香（渡会が住んでいるマンションの住人） - アンミカ
- 菅見亮子（洋菓子会社「東京パティスリー」パティシエール見習い） - あやかんぬ
- 真琴の父 - 日下有
- ピザの宅配人 - 呉山賢治
- 佐東里志（和菓子屋「雅刀庵」店主・幸子の父） - 三浦浩一

第5話「着物ぐるぐる殺人!? 欧米好きの伝統職人と謎のコーラ」
- 荒川着子（着物作家・祥雲の娘） - 大西礼芳（幼少期：福峯一華）
- 榎本一（着物職人の仲介業） - ミスターちん
- 重森（呉服店の営業） - 肥後克広
- 荒川祥雲（着物の手描き職人・5年前死亡） - 篠塚勝
- 多田野智也（着物レンタル店「着物レンタル多田野」元経営者） - 犬塚マサオ ★
- 下山広美（第一発見者） - 井上咲楽
- 清水（紳士服「仕立屋」店員・祥雲の元弟子） - 望月章男

第6話「変な前髪殺人!? 時をかける学ランと消えた第2ボタン」
- 忍野絵美（大砲出版「週刊ニンジャ」フォトグラファー・私立吉祥寺高等学校の元写真部） - 大原櫻子
- 銚子義則（ITベンチャー「シリコンタニー」元社員・私立吉祥寺高等学校の元写真部） - 平田雄也
- 常盤兼成（ITベンチャー「シリコンタニー」元社長） - 辻本耕志 ★
- 羽場卓三（フリーイラストレーター・デリバリーフーズ配達員・私立吉祥寺高等学校の元写真部） - 長谷川ティティ
- 北井佳苗（ルピスフード 社員・私立吉祥寺高等学校の元写真部） - 宮下かな子
- 久野一夏（大砲出版「週刊ニンジャ」写真部チーフ） - 木月あかり
- 宇田好男（タクシードライバー） - 麻生敬太郎

第7話「犯人は心配性!? 素人ピアニストの凶器紛失トリック!!」
- 茂木凛子（警備会社「サムライ警備」警備責任者） - 中村ゆりか
- 河元鷹志（警備会社「サムライ警備」警備員） - 入江甚儀
- 響木亘（警備会社「サムライ警備」警備員・大友の警備担当） - 真壁刀義
- ハラミちゃん（ピアニスト） - ハラミちゃん
- 春日正美（大友の秘書） - 森口彩乃
- 茂木建美（凛子の母・石野の元妻・10年前病死） - 薬丸夏子
- 宇賀綱男（警備会社「サムライ警備」社長） - 山口竜央
- 大友直登（宝石貴金属販売「ザッパリー」社長） - 渋江譲二 ★
- 石野鉄也（凛子の父・半年前ひき逃げ事故に遭い2か月後死亡） - 井田國彦

第8話「○×クイズ殺人!? 賞金1000万円を奪う女と謎のギター男」
- 玉森玲（総合商社「ミリオネアジャパン」総務部社員・海野の元交際相手） - 井桁弘恵
- 海野春人（総合商社「ミリオネアジャパン」社員・クイズ王） - 森田甘路 ★
- 戸次穂高（総合商社「ミリオネアジャパン」社員） - 高木トモユキ
- 天馬昇（天馬建材 社長） - 坂西良太
- 嶺田真衣（総合商社「ミリオネアジャパン」社員） - 佐藤玖美
- 日向石雄（書店のアルバイト店員兼ミュージシャン） - 石崎ひゅーい（S6第6話）
- 吉本花子（マンション管理人） - 川村エミコ
- 須山亮（総合商社「ミリオネアジャパン」社員） - マツモトクラブ

第9話「最先端すぎる殺人!? 最新自転車に乗る容疑者女VS補助輪の女」
- 山村千歳（降井衣装 ファッションデザイナー） - 吉田志織
- 錦野勝（アパレルメーカー「ギラリーナ」社長） - 寺門ジモン ★
- 箕輪沙也加（アパレルメーカー「ギラリーナ」商品企画部長） - 実咲凜音
- 朝川由衣（新人警察官） - 景井ひな
- 市橋英美里（美絵の秘書） - 桃月なしこ
- 降井孝雄（降井衣装 社長） - 平尾仁
- 安藤美絵（新世紀デザイン研究所 ファッションデザイナー） - 高橋ユウ

最終話「食品サンプルをつくるカリスマ職人が殺害された!遺体が所持していたのは、未解決事件の《ナポリタン》!?パリ〜合羽橋を結ぶ殺意…そして、笹川最後の事件に!?」
- 清水花絵（パリ警視庁の捜査員） - 馬場ふみか（幼少期：本保佳音）
- 品原試子（洋食屋「ナポリさん」店主） - 三戸なつめ
- 品原誉（洋食屋「ナポリさん」元店主・試子の父・10年前病死） - 遠山俊也
- 中谷銀太郎（グルメライター・試子の恋人） - 山崎裕太
- 新川徹（食品サンプルデザイナー） - 彦摩呂
- 斉田利夫（レストラン「リストランテSAITA」店主・10年前殺害） - 西ノ園達大
- 矢野恵（メガ盛り出版 編集者） - 大坪あきほ
- フランソワ・ザール(パリ警視庁の捜査課長） - アルノ・ルギャル（Arno Le Gall）
- 浅草中央署の刑事 - 新虎幸明
- 警備兵 - ロハン・エスピネ
- 花絵の母 - セリーヌ・トヌス
- 神下茂（食品サンプルデザイナー） - 林泰文 ★

#### season6（2022年）
第1話「帰ってきた最強刑事が時空を超越!? 真犯人を暴くタイムリープ」、第2話「偽タイムトラベラー連続殺人!? 時を超える一斉捜査!!」
- 時岡江留奈（タイムトラベラーズ 社長・時岡の妻・別居中） - 街田しおん
- 鵜飼頼道（伊勢海建設 トラックドライバー） - 伊東孝明
- 小杉貴子（アパレル「オールリセット」経営者・時岡の愛人） - 白石糸
- 新野美春（クラブ「螺旋階段」元ホステス・はるなの母・転落死） - 比嘉梨乃
- 池母信人（異次元コミュニケーションズのスーパーバイザー） - デーモン閣下
- リュウ・チョウ（エスニック料理「インベーダー」店員） - 石川翔鈴
- 蝶野成行（新野美春のかつての交際相手・失踪） - せんだ雄太
- 時岡賢（個人投資家） - 小手伸也（S6第5話〈回想〉・最終話〈回想〉） ★
- 藤見凛音（クラブ「螺旋階段」ママ） - 藤真利子

第3話「揚げたてコロッケの殺意!? 12種類のソースと謎の暗号」
- 北尾映見（「シェ財前」シェフ・ソースの魔術師） - 谷まりあ
- 北尾保久（北尾映見の父・9年前病死） - 林家正蔵
- 乙羽公彦（スーパーサイコー戸越銀座店 売り場主任） - 駒木根隆介
- 中畠桂介（中畠不動産 社長） - 廣川三憲
- 揚田淳美（高校3年生・揚田温子の一人息子） - 井手上漠
- 北尾令子（北尾映見の母） - 岡内美喜子
- 牛本猛造（牛本精肉店 元店主） - コロッケ
- 財前裕美（「シェ財前」オーナー） - デヴィ夫人（S6第6話）
- 揚田温子（スーパーサイコー戸越銀座店 惣菜係・コロッケの女神） - 西尾まり ★

第4話「俳句を盗んで殺人!? 棒すぎる刑事が詠んだ愛の575」
- 川上美月（俳句教室の門下生・家政婦） - 鷲見玲奈
- 墨田凌雲（俳人・本名「黒田吾郎」） - 松澤一之 ★
- 芦原隼人（逃亡中の全国指名手配犯） - 伊勢大貴
- 岩梨桂子（俳句教室の門下生・墨田の愛人） - 下川友子
- 青田若葉（俳句教室の門下生・墨田の愛人） - RaMu
- 渡辺（刑事） - 渡辺隆（錦鯉）
- 長谷川（容疑者） - 長谷川雅紀（錦鯉）

第5話「新入社員VSオワコン"一発屋" 殺人と二番煎じのお茶」
- 幸田早芽（IT企業「ビッグホール」開発部 プログラマー） - 莉子（幼少期：磯村アメリ）
- 柳下美瑠（IT企業「ビッグホール」開発部 部長） - 秋月三佳
- 秋谷和香（プログラマー） - 吹越ともみ
- 藤綱玄道（IT企業「ビッグホール」社長） - 岩永ひひお
- 幸田早芽の父 - 黄地裕樹
- 幸田早芽の母 - 彩原双葉
- 太平洋和（IT企業「ビッグホール」開発部 チーフプログラマー） - 小島よしお（S6最終話〈回想〉） ★

第6話「東京ラブストーリースーツが似合わなくて殺人事件!!」
- 七井路美（フリーライター） - 加藤小夏
- 諸星秋子（元大阪府警土門警察署 刑事） - 篠原真衣 ★
- 本庄忍（リサーチ会社「ネットサーファー」代表取締役社長） - ハマカワフミエ
- 片石耕哉（リサーチ会社「ネットサーファー」契約ライター） - 曽田陵介
- 井筒祐希（大阪個人投資家宅強盗未遂事件 容疑者） - 古見陽香里
- 宇田川奈衣（大阪府警土門警察署 刑事） - 宮本真希

第7話「裸の王様殺人事件」
- 土田一花（広告会社「アドバキング」プロジェクト支援センター 社員・元企画開発部デザイン開発所属） - 松井愛莉
- 山堀甲介（広告会社「アドバキング」専務） - 酒井敏也
- 波岡英明（広告会社「アドバキング」社長秘書） - 春海四方
- 土田蘭子（土田一花のおばちゃん） - 小柳友貴美
- 谷水潤（広告会社「アドバキング」企画開発部 部長） - 小林健
- 海野翼（広告会社「アドバキング」企画開発部 社員） - 石川涼楓
- 飯田昭文（広告会社「アドバキング」役員） - 菊地康二
- 守下庄司（広告会社「アドバキング」役員） - 才勝
- 川瀬正継（広告会社「アドバキング」先代社長・珠代の夫） - 金井駿司
- 川瀬珠代（広告会社「アドバキング」社長） - 秋本奈緒美 ★

第8話「遺体が明るく点滅!? 陽気な犯人の裏の顔」
- 尾山田すずめ（警視庁立川中央署地域課日陰交番 巡査） - 藤野涼子
- 陽木渚（レストラン「世界で一番熱いグラッチェ」従業員） - 長見玲亜
- 陽木明（レストラン「世界で一番熱いグラッチェ」従業員・陽木渚の兄） - 小野塚勇人
- 内川蔵之介（「アローン都市開発」社長） - 阪田マサノブ ★
- 成木蓮（「アローン都市開発」社員） - 兒玉宣勝
- 倉本景子（教育実習の先生） - 吉住
- 甲斐節子（刑事） - 増田明美

第9話「シリーズ完結…!! ネコカフェ大捜査!?」
- 朝倉亜沙美（黒々商事 営業部 社員） - 芋生悠
- 親松実（猫カフェ「猫川幕府」店長） - 尾上寛之
- 鵜飼博（黒々商事 営業部長） - 松田賢二 ★
- ネコ太（猫カフェ「猫川幕府」の猫） - にぼし
- 只野空見（第一発見者） - 貴島明日香
- 洗井竜太郎（クリーニング店「洗井亭」店主） - 前坂淳平（JP）
- 灰島ねずこ（黒々商事 社員） - 北向珠夕
- 猫林たま（猫好きな人） - 尾木直樹

最終話「さらば大岩一課長 今夜シリーズ完結へ！10年追い続けた犯人…最後のホシをあげる」
- 秋野胡桃（「ルーティン天国」社員） - 工藤遥
- 井端由伸（プログラマー） - 辰巳智秋
- 井端由伸のアバター（「海の森クジラショー」スタッフ） - 篠原悠伸
- 園田恭二（「ルーティン天国」社員） - 七瀬公
- 遠藤真理（デザイン会社「フィクション工場」CGクリエーター・「ルーティン天国」社員） - 朝木ちひろ ★
- 三河亮（フリーター） -  別紙慶一 ★
- 沢北輝花（記者） - 白羽ゆり

#### スペシャル9 - 10（2023年 - 2024年）
スペシャル9「内藤剛志主演!!最強ミステリーがスペシャルで帰って来る！ 一課長【魂の大号令】復活!!「必ずホシをあげる！」」（2023年）
- 池井景子（人材派遣会社「GMレボリューション」社長） - 石田ニコル（SP10）
- 豊福保代（和菓子屋店員・別名「ぽよぽよ」） - 羽瀬川なぎ
- 徳田寧々（週刊デストロイヤー 記者） - 森脇英理子 ★
- 加藤香月（人材派遣会社「GMレボリューション」取締役ゼネラルマネージャー） - 青山めぐ
- 外川英雄（週刊デストロイヤー 編集長） - 津和野諒
- 斉木翔（郷城勝の元個人秘書） - 田中聡元
- 江口未来（姫子の娘・12年前病死） - 北村優衣
- 森杉照奈（警視庁新宿中央警察署地域課鬼川交番 巡査） - 橋本梨菜
- 鬼瓦巌（人材派遣会社「GMレボリューション」社員） - 小浦一優（芋洗坂係長）
- 平田乃亜（客） - のあぺちゃ
- ぽにぽに（ギャル） - 犬嶋英沙
- 上司 - 勢登健雄
- 三田寛治（目撃者） - パンツェッタ・ジローラモ
- 羽場滝奈（人材派遣会社「GMレボリューション」社員） - みりちゃむ（大木美里亜）
- 郷城勝（起業家） - 金児憲史
- 江口姫子（料亭「祇」女将） - 山下容莉枝

スペシャル10「シリーズ集大成！ 昭和平成令和 時代を超えた犯人は…昭和レトロ女子!? 幻の時刻表トリックを暴く5000万のアタリ棒!?」（2024年）
- 永井杏子（洋菓子職人・喫茶ニューセンチュリー 店主） - 朝倉あき（6歳：竹井梨乃）
- 飯吉望〈57〉（フードプロデュース会社「イイヨシグレイテスト」社長） - 橋本さとし（24年前：平松亨介）
- 片石堅郎（大学講師） - 三河悠冴
- 押尾貴代〈36〉（フードプロデュース会社「イイヨシグレイテスト」社員） - 咲妃みゆ ★
- 永井昭子（24年前の誘拐事件被害者・杏子の義理の姉） - 中村たんぽぽ
- 刑事 - 平田舞
- 井之上鈴樹（刑事） - JUNPEI SUZUKI
- 杉田琴音（駄菓子屋 店主） - 椿鬼奴
- 今戸希菜子（飯吉の秘書） - なえなの
- 永井多恵（昭子の母・杏子の両親が死亡後に親戚の多恵が娘として引き取る） - 杉田かおる

## スタッフ

### 第1作 - 第5作（スタッフ）
- 脚本 - 石原武龍（第1作 - 第5作）、小澤俊介（第1作・第3作 - 第5作）、早野円（第2作）
- 音楽 - 山本清香[387]
- 監督 - 猪原達三、濱龍也
- 刑事・警察監修 - 久保正行（チーム五社）
- 企画協力 - 飯田裕久
- 助監督 - 宮坂清彦
- 技斗 - 二家本辰巳
- 技術協力 - アップサイド、タムコ
- 美術協力 - 東京美工、紀和美建
- 仕上協力 - 映広、メディアハウスサウンドデザイン
- 装飾 - 高津装飾美術
- 衣裳 - 東京衣裳
- メイク - MARVEE
- プロデューサー - 関拓也（テレビ朝日）、島田薫（東映）
- 制作 - テレビ朝日、東映

### 連続ドラマ・スペシャル
- 脚本 - 石原武龍（S1）、守口悠介、内田静、中村由加里、末安正子、本田隆朗、安井国穂（S2-S5）、田辺満（S2-S6）、原田純一、入江信吾、岡田道尚、吉田真侑子（S2.S5）、金子香緒里、谷口純一郎、青木江梨花（S3、スペシャル1）、深沢正樹、茂田模太、洞口雷也、神田頼男、野地由久、遠山絵梨香、阿部沙耶佳、田中孝治、兼房将、服部隆、石上加奈子、宮原久実、おかざきさとこ、池澤辰也、三浦駿斗、政池洋佑、穴吹一朗、伊達さん（大人のカフェ）、齊藤よう
- 脚本協力 - 猪口卓治（S6第7話）
- 音楽 - 山本清香[388]
- 監督 - 猪原達三、濱龍也、池澤辰也、木川学、大山晃一郎、秋山貴人、安村栄美
- ゼネラルプロデューサー - 関拓也（テレビ朝日）
- プロデューサー - 秋山貴人（テレビ朝日 / S1 - SP8・S5 - ）、残間理央（テレビ朝日 / SP8 - S4）、島田薫（東映）、高木敬太（東映 / S2 - SP2）、出井龍之介（東映 / SP10）
- 制作 - テレビ朝日、東映

## 主題歌
- 第1作 - 熊木杏里「今日になるから」
- 第2作 - 第5作 - スキマスイッチ「スカーレット」
- season1 - コブクロ「STAGE」（ワーナーミュージック・ジャパン）[389]
- season2 - GLIM SPANKY「美しい棘」（ユニバーサル ミュージック）[390]
- season3 - スペシャル1 - GLIM SPANKY「All Of Us」（ユニバーサル ミュージック）[391]
- スペシャル2 - スペシャル3 - GLIM SPANKY「Looking For The Magic」
- スペシャル4 - スペシャル8 - GLIM SPANKY「Tiny Bird」[392]
- 2020 - GLIM SPANKY「Singin' Now」 [393]
- season5・SP9・SP10 - 石崎ひゅーい「アヤメ」（ソニー・ミュージックレーベルズ）[394]
- season6・SP9 - 石崎ひゅーい「花束」（ソニー・ミュージックレーベルズ）[395]

## 放送日程

### 第1作 - 第5作
| 話数 | 放送日         | サブタイトル                                                                                     | 脚本              | 監督     |
| ---- | -------------- | ------------------------------------------------------------------------------------------------ | ----------------- | -------- |
| 1    | 2012年7月14日  | 主婦たちの4億円強奪トリック 血液型を自在に変える少女!?                                           | 石原武龍 小澤俊介 | 猪原達三 |
| 2    | 2013年8月03日  | 殺意の誕生日！手編みのブローチが死を招く!! 火に包まれても燃えない女の謎                          | 石原武龍 早野円   | 猪原達三 |
| 3    | 2014年7月26日  | 結婚前夜に新郎新婦が殺人!? 白骨が愛した美女9600人とルビーの謎!!                                  | 石原武龍 小澤俊介 | 濱龍也   |
| 4    | 2015年5月23日  | 夫に1億円の保険をかけた2人の美人妻!! カレーとタマネギのアリバイトリック                          | 石原武龍 小澤俊介 | 濱龍也   |
| 5    | 2015年10月17日 | 美人容疑者が刑事と偽装結婚!? お洒落に散歩する死体の謎 晴天なのに雨傘を持つ母娘のアリバイトリック | 石原武龍 小澤俊介 | 猪原達三 |

### season1
- 2016年4月14日 - 6月23日、全11話。
- 第1話は、20時 - 21時54分の2時間スペシャルとして放送中、21時26分に熊本地震（前震）が発生したため、編成上は最後まで放送された扱いとはなるも、番組途中で報道特別番組に差し替えられた[87]。しかし、次の日、視聴者からはテレビ局に抗議の電話、抗議のメールが殺到した。テレビ朝日ほか一部ネット局では4月16日のスペシャルサタデー第3部（14時30分 - 16時30分）にやり直し放送を設定した[396]（当該時間帯はローカルセールス枠のため、多くのネット局では当日時差または先行もしくは他日にやり直し放送を行う予定であった）[397]が、同日未明に熊本地震（本震）が発生したため、関東地区ほか一部地区でのやり直し放送枠が報道特番に差し替えられ[87]、しかし、次の日、まだも視聴者からはテレビ朝日に抗議の電話、抗議メールが殺到した。関東地区でのやり直し放送は同月18日の『ゴゴワイド・第1部』（14時4分 - 15時55分）にて再設定された[87]（この再設定により、関東地区と同時刻にやり直し放送を行う予定であった局についても、関東地区とは別日時にやり直し放送を設定した）。
- 以下の放送日程（特に第1話2時間SPのやりなおし放送分）は関東地区（テレビ朝日）のものである。

| 話数                                                                         | 放送日               | サブタイトル | 脚本                | 監督     | 視聴率     |
| ---------------------------------------------------------------------------- | -------------------- | --- | ------------------- | -------- | ---------- |
| 第1話                                                                        | 2016年4月14日4月18日 | 終着駅同時殺人!? 捜査範囲は路線全駅!! セレブ妻vs680円のブラウス女、サバ塩焼きのアリバイトリック                      | 石原武龍            | 猪原達三 | 11.4%06.5% |
| 第2話                                                                        | 4月21日              | 殺す相手を間違えた女!? 高尾山〜新宿50キロ瞬間移動トリック!!                                                          | 石原武龍 守口悠介   | 濱龍也   | 12.2%      |
| 第3話                                                                        | 4月28日              | 誰かが誘拐された!? 空飛ぶ3000万円と伸縮する東京タワーの謎                                                            | 石原武龍 内田静     | 濱龍也   | 09.2%      |
| 第4話                                                                        | 5月05日              | 潮干狩り中の留守宅殺人!? 神津島から180キロ移動した死体の謎                                                           | 石原武龍 中村由加里 | 猪原達三 | 08.7%      |
| 第5話                                                                        | 5月12日              | 妻が空から降ってきた!? 殺害場所のない死体とワンピースの謎                                                            | 石原武龍 中村由加里 | 猪原達三 | 10.0%      |
| 第6話                                                                        | 5月19日              | 虹色に輝く死体!? 美人妻に裏の顔…1500万円強奪トリック!!                                                               | 石原武龍            | 濱龍也   | 09.3%      |
| 第7話                                                                        | 5月26日              | 遺産100億円の富豪殺人!! アリバイ作りにもう一人殺した女!?                                                             | 石原武龍 守口悠介   | 濱龍也   | 09.0%      |
| 第8話                                                                        | 6月02日              | 死を呼ぶ結婚招待状〜代理出席を頼んで殺した花嫁の父!?                                                                 | 石原武龍 内田静     | 池澤辰也 | 10.1%      |
| 第9話                                                                        | 6月09日              | 夫を殺された女医が復讐…犯人を蘇生して2度殺す心臓手術!?                                                               | 石原武龍 末安正子   | 猪原達三 | 08.4%      |
| 第10話                                                                       | 6月16日              | 最終章！殺人事件の凶器をネットオークションに出品する女!?                                                             | 石原武龍 本田隆朗   | 猪原達三 | 09.7%      |
| 最終話                                                                       | 6月23日              | さらば大岩一課長…暴かれた衝撃の過去！ 冤罪で服役した母娘が復讐!? 180年前の浮世絵に描かれたスカイツリーと連続殺人の謎 | 石原武龍 中村由加里 | 池澤辰也 | 12.3%      |
| 平均視聴率 10.6%（視聴率はビデオリサーチ調べ、関東地区・世帯・リアルタイム） |                      | |                     |          |            |

### season2
- 2017年4月13日 - 6月22日、全10話。
- 第1話・最終話は、20時 - 21時48分の2時間スペシャル。
- 同作よりテレビ宮崎における木曜ミステリー枠の月曜21時枠での遅れネットを開始。
- 2017年4月20日は世界フィギュアスケート国別対抗戦2017中継のため休止。

| 話数                                                                         | 放送日        | ラテ欄                                                                                             | 脚本       | 監督     | 視聴率 |
| ---------------------------------------------------------------------------- | ------------- | -------------------------------------------------------------------------------------------------- | ---------- | -------- | ------ |
| 第1話                                                                        | 2017年4月13日 | 帰って来た最強の刑事VS絶対に捕まらない殺人犯！ 首都高を完全封鎖…時速15キロで脱出した美女とムササビ | 安井国穂   | 濱龍也   | 14.5%  |
| 第2話                                                                        | 4月27日       | 運賃1億円!? 犯人が指名した美人タクシー運転手の謎                                                   | 安井国穂   | 池澤辰也 | 09.6%  |
| 第3話                                                                        | 5月04日       | 完璧すぎる美女たちの殺人"失敗"計画                                                                 | 田辺満     | 池澤辰也 | 10.8%  |
| 第4話                                                                        | 5月11日       | 牛は見た！美女たちの殺人伝言ゲーム!?                                                               | 原田純一   | 猪原達三 | 12.1%  |
| 第5話                                                                        | 5月18日       | 妻たちの殺人同窓会 偽シロガネーゼの秘密                                                            | 田辺満     | 猪原達三 | 12.4%  |
| 第6話                                                                        | 5月25日       | 遺産相続15億!? 赤の他人と結婚した美女                                                              | 原田純一   | 濱龍也   | 12.3%  |
| 第7話                                                                        | 6月01日       | 殺意のヘソクリ!? 女たちの水上密室殺人                                                              | 入江信吾   | 濱龍也   | 12.0%  |
| 第8話                                                                        | 6月08日       | 出前は見た！大食い美女のグルメ殺人!?                                                               | 岡田道尚   | 池澤辰也 | 13.2%  |
| 第9話                                                                        | 6月15日       | 最終章！自分に殺されたキラキラ女子!?                                                               | 吉田真侑子 | 池澤辰也 | 11.4%  |
| 最終話                                                                       | 6月22日       | さらば大岩一課長！ヒラから成り上がった最強の刑事…最後の事件!! 花嫁の遺体が瞬間移動!? 衝撃のラスト  | 田辺満     | 濱龍也   | 13.5%  |
| 平均視聴率 12.5%（視聴率はビデオリサーチ調べ、関東地区・世帯・リアルタイム） |               | |            |          |        |

### season3
- 2018年4月12日 - 6月14日、全10話。
- 第1話・最終話は、20時 - 21時48分の2時間スペシャル。
- 第2話・第7話・第9話は、後続番組『未解決の女 警視庁文書捜査官』とのコラボレーションとして放送された。

| 話数                                                                         | 放送日        | ラテ欄 | 脚本       | 監督     | 視聴率 |
| ---------------------------------------------------------------------------- | ------------- | --- | ---------- | -------- | ------ |
| 第1話                                                                        | 2018年4月12日 | 帰ってきた最強の刑事VS20世紀最後の事件 お台場〜ニューヨーク美女連続殺人!? 自撮りできない自由の女神像の謎!! | 安井国穂   | 濱龍也   | 12.7%  |
| 第2話                                                                        | 4月19日       | 殺人結婚式!? 花嫁VSご祝儀1000円の女!!                                                                      | 金子香緒里 | 池澤辰也 | 12.8%  |
| 第3話                                                                        | 4月26日       | スクランブル交差点殺人!? 誰にも見えない地味な女!!                                                          | 田辺満     | 池澤辰也 | 12.6%  |
| 第4話                                                                        | 5月03日       | 3ヵ月で大変身!? 美しき逃亡犯の肉体改造トリック!!                                                           | 谷口純一郎 | 濱龍也   | 12.4%  |
| 第5話                                                                        | 5月10日       | ベビーカステラ強盗殺人!! 巨大迷路に潜むお祭り女!?                                                          | 田辺満     | 濱龍也   | 14.2%  |
| 第6話                                                                        | 5月17日       | 100メートル25秒…逃げ足の遅い女!? 殺意の社員マラソン!!                                                      | 谷口純一郎 | 池澤辰也 | 12.5%  |
| 第7話                                                                        | 5月24日       | いい香り殺人事件!? 日本一お節介な女!!                                                                      | 青木江梨花 | 池澤辰也 | 13.1%  |
| 第8話                                                                        | 5月31日       | 噂話に殺された女!? 大根を抱えたスーパーモデルの謎                                                          | 谷口純一郎 | 濱龍也   | 12.6%  |
| 第9話                                                                        | 6月07日       | 最終章!! お堅い女の几帳面殺人トリック                                                                      | 田辺満     | 濱龍也   | 11.9%  |
| 最終話                                                                       | 6月14日       | さらば大岩一課長〜命を懸けた最後の捜査 死を呼ぶ銀座NO.1ママのネックレス!! 衝撃のラスト…刑事殉職!?          | 安井国穂   | 池澤辰也 | 13.1%  |
| 平均視聴率 12.8%（視聴率はビデオリサーチ調べ、関東地区・世帯・リアルタイム） |               | |            |          |        |

### スペシャル1 - 8
- スペシャル8以外、放送枠は「日曜プライム」。

| 話数        | 放送日        | サブタイトル | 脚本                | 監督     |
| ----------- | ------------- | --- | ------------------- | -------- |
| スペシャル1 | 2018年7月15日 | “謎の暗号”を所持した男が殺された!? 被害者は、30年前の誘拐事件で目撃証言をした人物だった！ 過去と現在――2つの事件をつなぐ秘められた悲しくも切ない“母の想い”とは…!? | 安井国穂 青木江梨花 | 濱龍也   |
| スペシャル2 | 2019年1月06日 | 10年前の強盗殺人犯が、"宝石だらけの遺体”となって見つかった…！ 事件の鍵を握るのは――”記憶”!? 大岩と"警視庁一の記憶力”を誇るクール・ビューティーな女刑事が、 複雑に絡み合う過去と現在の事件の謎に挑む！ ”過去”を忘れて華やかに生まれ変わった目撃者の妻が抱える秘密とは…!? | 深沢正樹            | 池澤辰也 |
| スペシャル3 | 4月21日       | 東京、ニューヨークで同じ日に同じ名前の日本人が殺害された!? FBIから送り込まれてきたエリート女性捜査官と共に 大岩が国境を越えて前代未聞の事件に挑む！ | 安井国穂            | 池澤辰也 |
| スペシャル4 | 7月07日       | 主演・内藤剛志!! 叩き上げの捜査一課長が“2週連続"日曜よるに帰ってくる!! 屋形船に爆破予告!! 東京中を瞬間移動する遺体の謎!? 壇蜜演じる謎の美人刑事が登場!! | 深沢正樹            | 濱龍也   |
| スペシャル5 | 7月14日       | 主演・内藤剛志!! 叩き上げの捜査一課長がスケールアップして帰ってくる!! 爆破予告と社長秘書殺人…容疑者は宇宙飛行士!? モテモテ美人刑事と共に隕石を一斉捜査!! | 茂田模太            | 木川学   |
| スペシャル6 | 10月13日      | 主演・内藤剛志！人気ミステリー最新作!! バスツアー連続殺人発生…容疑者は444人!? 疑惑の美人“おもてなし”バスガイドvs“おもてなし”刑事!? | 深沢正樹            | 濱龍也   |
| スペシャル7 | 12月15日      | 内藤剛志主演の人気ミステリー最新作!! 大岩一課長、今年最後の事件は“食い逃げ大富豪殺人”!? 美人容疑者たちと渡り合うために、大岩一課長が進化する!? | 深沢正樹            | 濱龍也   |
| スペシャル8 | 2020年1月03日 | 捜査一課長 “最後の捜査へ”― 殺人犯は辞職した美人刑事!? 澤穂希、加藤一二三が電撃出演!! | 深沢正樹            | 濱龍也   |

### 2020
- 2020年4月9日 - 9月3日、全16話。
- 第1話は、20時 - 21時48分の2時間スペシャル。
- 第2話・第7話は、20時 - 21時の6分拡大スペシャル。
- 5月21日から6月11日の間は、新型コロナウイルス感染拡大による撮影延期の影響で「2020年特別バージョン」と題した傑作選を放送[405]。オープニングとエンディングに「大岩・小山田・奥野が、新型コロナウイルス騒動の影響で在宅勤務をしている」という設定で、内藤・金田・塙の3名が出演するリモート形式のミニドラマを追加している。
- 第7話は後続番組『BG〜身辺警護人〜』とのコラボレーションとして放送された。
- 第15話は後続番組『未解決の女 警視庁文書捜査官』とのコラボレーションとして放送された。
- 7月16日は、『県索しちゃいました』（19時 - 20時54分）のため、休止。
- 8月6日は、『未解決の女 警視庁文書捜査官（Season2）』初回スペシャル（20時 - 21時48分）のため、休止。

| 話数                                                                         | 放送日        | サブタイトル                                                                                       | 脚本       | 監督       | 視聴率 |
| ---------------------------------------------------------------------------- | ------------- | -------------------------------------------------------------------------------------------------- | ---------- | ---------- | ------ |
| 第1話                                                                        | 2020年4月09日 | 嘘をつくと殺される… 帰ってきた最強の刑事VSエイプリールフール連続殺人!! 4万年前のマンモスが見た犯人 | 洞口雷也   | 池澤辰也   | 13.3%  |
| 第2話                                                                        | 4月16日       | レインボーブリッジ殺人ルート!? 24の証言に潜む美女たちの罠                                          | 神田頼男   | 濱龍也     | 13.8%  |
| 第3話                                                                        | 4月23日       | 3割引シール殺人!? 絶対怒らないクレーム処理女の謎                                                   | 深沢正樹   | 木川学     | 13.9%  |
| 第4話                                                                        | 4月30日       | 殺人犯は餃子好き!? 東京〜九州1000キロ食べ歩く女の謎                                                | 田辺満     | 木川学     | 14.5%  |
| 第5話                                                                        | 5月07日       | 上空1000メートルで殺人!? ありえない物を握って落ちた美女                                            | 田辺満     | 大山晃一郎 | 14.2%  |
| 第6話                                                                        | 5月14日       | 殺人キャンプ!? 3人の美女を撃つ水鉄砲と黒大福の謎                                                   | 野地由久   | 木川学     | 13.7%  |
| 第7話                                                                        | 6月18日       | BG緊急参戦!! 7つの石を操る石頭の女と焼き芋の謎                                                     | 田辺満     | 木川学     | 14.3%  |
| 第8話                                                                        | 6月25日       | ナタデココは見た!? 高輪ゲートウェイ駅殺人ルートの謎                                                | 田辺満     | 池澤辰也   | 12.6%  |
| 第9話                                                                        | 7月02日       | 埋蔵金1万円殺人!? 密室トリックと恐怖の味噌汁の謎                                                   | 深沢正樹   | 池澤辰也   | 12.5%  |
| 第10話                                                                       | 7月09日       | くしゃみ連発殺人!! 2大カレー女王の特製スパイス!?                                                   | 遠山絵梨香 | 濱龍也     | 12.9%  |
| 第11話                                                                       | 7月23日       | オムライス美女連続殺人!?空飛ぶアンパンの謎!!                                                       | 田辺満     | 濱龍也     | 13.2%  |
| 第12話                                                                       | 7月30日       | ヤギは見た!?都心でメェ〜と鳴いた4人の美人容疑者                                                    | 深沢正樹   | 木川学     | 12.4%  |
| 第13話                                                                       | 8月13日       | 偽シンデレラ殺人!? 2センチ大きいハイヒールを履く美女                                               | 阿部紗耶佳 | 木川学     | 12.3%  |
| 第14話                                                                       | 8月20日       | 殺人トリックを実演販売!?生卵をゆで卵に変えた美女                                                   | 田中孝治   | 濱龍也     | 12.0%  |
| 第15話                                                                       | 8月27日       | 恋人100人は見た!? レンタル美女達の集団殺人デート                                                   | 安井国穂   | 池澤辰也   | 11.7%  |
| 最終話                                                                       | 9月03日       | さらば大岩!! 東京湾殺人クルーズに乗ったド忘れ美女                                                  | 兼房将     | 池澤辰也   | 12.6%  |
| 平均視聴率 13.1%（視聴率はビデオリサーチ調べ、関東地区・世帯・リアルタイム） |               | |            |            |        |

### season5
- 2021年4月8日 - 6月17日、全10話。
- 第1話・最終話は、20時 - 21時48分の2時間スペシャル。
- 4月15日は『世界フィギュアスケート国別対抗戦2021』（18時30分[注 31] - 21時）中継のため休止。

| 話数                                                                         | 放送日        | サブタイトル | 脚本           | 監督       | 視聴率 |
| ---------------------------------------------------------------------------- | ------------- | --- | -------------- | ---------- | ------ |
| 第1話                                                                        | 2021年4月08日 | 女子駅伝連続殺人!? 限界ギリギリを攻める女VS新生チーム大岩                                                                                            | 安井国穂       | 池澤辰也   | 12.8%  |
| 第2話                                                                        | 4月22日       | 死を呼ぶ元ギャルの人生相談!? 矢印だらけの謎エステ | 田辺満         | 木川学     | 12.1%  |
| 第3話                                                                        | 4月29日       | 警察コスプレ殺人!! 刑事好きオタクがホシを挙げる!? | 吉田真侑子     | 秋山貴人   | 12.8%  |
| 第4話                                                                        | 5月06日       | 激辛シュークリームの殺意!? 抹茶をわさびに変える女 | 田辺満         | 大山晃一郎 | 10.8%  |
| 第5話                                                                        | 5月13日       | 着物ぐるぐる殺人!? 欧米好きの伝統職人と謎のコーラ | 服部隆         | 木川学     | 11.8%  |
| 第6話                                                                        | 5月20日       | 変な前髪殺人!? 時をかける学ランと消えた第2ボタン | 石上加奈子     | 木川学     | 11.6%  |
| 第7話                                                                        | 5月27日       | 犯人は心配性!? 素人ピアニストの凶器紛失トリック!! | 宮原久実       | 木川学     | 11.9%  |
| 第8話                                                                        | 6月03日       | ○×クイズ殺人!? 賞金1000万円を奪う女と謎のギター男 | おかざきさとこ | 大山晃一郎 | 11.1%  |
| 第9話                                                                        | 6月10日       | 最先端すぎる殺人!? 最新自転車に乗る容疑者女VS補助輪の女                                                                                              | 深沢正樹       | 大山晃一郎 | 10.0%  |
| 最終話                                                                       | 6月17日       | 食品サンプルをつくるカリスマ職人が殺害された! 遺体が所持していたのは、未解決事件の《ナポリタン》!? パリ〜合羽橋を結ぶ殺意…そして、笹川最後の事件に!? | 服部隆         | 木川学     | 12.7%  |
| 平均視聴率 11.7%（視聴率はビデオリサーチ調べ、関東地区・世帯・リアルタイム） |               | |                |            |        |

### season6
- 2022年4月14日 - 6月16日、全10話。
- 第1話・第2話は、前後編エピソードとして放送。
- 第1話・第8話・第9話は、20時 - 21時の6分拡大スペシャル。
- 最終話は、20時 - 21時48分の2時間スペシャル。

| 話数                                                                        | 放送日        | サブタイトル                                                               | 脚本              | 監督       | 視聴率 |
| --------------------------------------------------------------------------- | ------------- | -------------------------------------------------------------------------- | ----------------- | ---------- | ------ |
| 第1話                                                                       | 2022年4月14日 | 帰ってきた最強刑事が時空を超越!? 真犯人を暴くタイムリープ                  | 池澤辰也          | 池澤辰也   | 10.1%  |
| 第2話                                                                       | 4月21日       | 偽タイムトラベラー連続殺人!? 時を超える一斉捜査!!                          | 池澤辰也          | 池澤辰也   | 10.4%  |
| 第3話                                                                       | 4月28日       | 揚げたてコロッケの殺意!? 12種類のソースと謎の暗号                          | 田辺満            | 木川学     | 10.3%  |
| 第4話                                                                       | 5月05日       | 俳句を盗んで殺人!? 棒すぎる刑事が詠んだ愛の575                             | 田辺満            | 木川学     | 09.3%  |
| 第5話                                                                       | 5月12日       | 新入社員VSオワコン"一発屋" 殺人と二番煎じのお茶                            | 池澤辰也          | 池澤辰也   | 09.6%  |
| 第6話                                                                       | 5月19日       | 東京ラブストーリースーツが似合わなくて殺人事件!!                           | 池澤辰也          | 池澤辰也   | 09.2%  |
| 第7話                                                                       | 5月26日       | 裸の王様殺人事件                                                           | 田辺満            | 大山晃一郎 | 10.6%  |
| 第8話                                                                       | 6月02日       | 遺体が明るく点滅!? 陽気な犯人の裏の顔                                      | 三浦駿斗          | 木川学     | 08.9%  |
| 第9話                                                                       | 6月09日       | シリーズ完結…!! ネコカフェ大捜査!?                                         | 政池洋佑          | 木川学     | 09.5%  |
| 最終話                                                                      | 6月16日       | さらば大岩一課長 今夜シリーズ完結へ！10年追い続けた犯人…最後のホシをあげる | 穴吹一朗 池澤辰也 | 池澤辰也   | 10.9%  |
| 平均視聴率 9.9%（視聴率はビデオリサーチ調べ、関東地区・世帯・リアルタイム） |               |                                                                            |                   |            |        |

### スペシャル9 - 10
| 話数         | 放送日        | サブタイトル                                                                                                 | 脚本     | 監督     |
| ------------ | ------------- | --- | -------- | -------- |
| スペシャル9  | 2023年4月4日  | 内藤剛志主演!!最強ミステリーがスペシャルで帰って来る！ 一課長【魂の大号令】復活!!「必ずホシをあげる！」      | 伊達さん | 秋山貴人 |
| スペシャル10 | 2024年4月18日 | シリーズ集大成！ 昭和平成令和 時代を超えた犯人は…昭和レトロ女子!? 幻の時刻表トリックを暴く5000万のアタリ棒!? | 齊藤よう | 安村栄美 |